# Liste von Burgen und Schlössern in der Oberpfalz
Die Liste von Burgen und Schlössern in Bayern/Regierungsbezirk Oberpfalz ist ein Verzeichnis von historischen Orten, wie Burgen, Schlössern, Herrensitzen, Festungen, Motten, Burgställen und Wehrkirchen auf dem Territorium des heutigen Regierungsbezirks Oberpfalz, aufgeteilt in kreisfreie Städte und Landkreise. Es gibt weitere Listen für die Regierungsbezirke Oberbayern, Niederbayern, Oberfranken, Mittelfranken, Unterfranken und Schwaben. Nicht aufgeführt sind Zier- und Nachbauten, die nie als Wohngebäude oder zur Verteidigung genutzt wurden.

## Regierungsbezirk Oberpfalz

### Amberg
| Name                          | Ort                    | Typ                                                         | Entstehungszeit                                       | Erhaltungszustand und heutige Nutzung                                            | Bild           |
| ----------------------------- | ---------------------- | ----------------------------------------------------------- | ----------------------------------------------------- | -------------------------------------------------------------------------------- | -------------- |
| Alte Veste Amberg             | Amberg                 | Burg                                                        | 13. Jahrhundert                                       | Erhalten                                                                         |                |
| Kurfürstliches Schloss Amberg | Amberg                 | Schloss                                                     | ab 1417 von Kurfürst Ludwig III. von der Pfalz erbaut | Teilweise erhalten (Südflügel), beherbergt heute das Landratsamt Amberg-Sulzbach | weitere Bilder |
| Schloss Atzlricht             | Amberg-Atzlricht       | Schloss (Hofmarkschloss) von Wolfgang Haller von Raitenbuch | 1658                                                  | Abgegangen, 1975 abgebrochen                                                     |                |
| Schloss Drahthammer           | Amberg                 | Schloss (Hammerherrensitz)                                  | um 1320                                               | Teilweise erhalten, heute ein Hotel                                              |                |
| Schloss Gärbershof            | Amberg-Gärbershof      | Schloss                                                     | 15. Jahrhundert                                       | Abgegangen, untertägige Reste                                                    |                |
| Burg Amberg                   | Amberg-„Mariahilfberg“ | Höhenburg                                                   | Mittelalterlich                                       | Abgegangen, heute durch die Wallfahrtskirche Maria Hilf überbaut                 |                |
| Schloss Neumühle              | Amberg-Neumühle        | Hammerschloss                                               | 17./18. Jahrhundert                                   | Erhalten                                                                         |                |
| Schloss Raigering             | Amberg-Raigering       | Schloss (Hofmarkschloss)                                    |                                                       | Abgegangen                                                                       |                |
| Burgruine Ramertshof          | Amberg-Lengenloh       | Höhenburg (Spornlage)                                       | 13. Jahrhundert                                       | Burgruine, nur wenige Reste erhalten                                             | weitere Bilder |
| Turmhügel Am Schanzl          | Amberg                 | Turmhügelburg                                               | 1548 als Burgstall erwähnt                            | Abgegangen                                                                       |                |
| Turmhügel Schanzhübl          | Amberg                 | Turmhügelburg                                               |                                                       | Abgegangen                                                                       |                |

### Regensburg
| Name                                             | Ort                                       | Typ                                                            | Entstehungszeit                                                                      | Erhaltungszustand und heutige Nutzung                                                      | Bild                                                          |
| ------------------------------------------------ | ----------------------------------------- | -------------------------------------------------------------- | ------------------------------------------------------------------------------------ | ------------------------------------------------------------------------------------------ | ------------------------------------------------------------- |
| Burg Burgweinting                                | Regensburg-Burgweinting                   | Niederungsburg                                                 | 1180                                                                                 | Abgegangen                                                                                 |                                                               |
| Dörnbergpalais                                   | Regensburg                                | Villa                                                          | Zwischen 1804 und 1805 erbaut                                                        | Erhalten                                                                                   | weitere Bilder                                                |
| Schloss St. Emmeram (Schloss Thurn und Taxis)    | Regensburg                                | Schloss (Residenz) derer von Thurn und Taxis                   | ab 1812                                                                              | Erhalten, kann besichtigt werden, im Marstallgebäude ist ein Kutschen-Museum untergebracht | weitere Bilder                                                |
| Burg Graß                                        | Regensburg-Graß                           | Niederungsburg                                                 | möglicherweise 1134                                                                  | Abgegangen, heute Standort der Ortskirche                                                  |                                                               |
| Herzogshof                                       | Regensburg                                | Herzogs- und Pfalzburg                                         | 6. Jahrhundert                                                                       | Teilweise erhalten                                                                         |                                                               |
| Schloss Höfling                                  | Regensburg-Höfling                        | Schloss, früher Höhenburg                                      | 1259 erwähnt                                                                         | Erhalten                                                                                   |                                                               |
| Königliche Villa                                 | Regensburg                                | Schloss (Sommerresidenz) des bayerischen Königs Maximilian II. | Zwischen 1854 und 1856                                                               | Erhalten                                                                                   |                                                               |
| Burg Landeskron                                  | Regensburg-Steinweg-„Dreifaltigkeitsberg“ | Höhenburg (Spornburg) von Herzog Ludwig dem Strengen           | 1258                                                                                 | Abgegangen (Geschleift)                                                                    |                                                               |
| Gartenpalais Löschenkohl                         | Regensburg                                | Palais                                                         | 1730–1735                                                                            | Erhalten                                                                                   |                                                               |
| Palais Löschenkohl (Kursächsische Gesandtschaft) | Regensburg                                | Palais                                                         | Zwischen 1731 und 1733 für den Bankier und Kaufmann Hieronymus Löschenkohl errichtet | Erhalten, beherbergt heute eine Bankfiliale                                                |                                                               |
| Schloss Niederwinzer                             | Regensburg-Niederwinzer                   | Schloss, früher Niederungsburg                                 | 1314 genannt                                                                         | Abgegangen                                                                                 |                                                               |
| Präsidialpalais                                  | Regensburg                                | Palais                                                         | 1805                                                                                 | erhalten                                                                                   |                                                               |
| Burg Prebrunn                                    | Regensburg                                | Niederungsburg (Wasserburg)                                    | nach 1181                                                                            | Abgegangen, 1633 abgetragen                                                                | Kupferstich der westlichen Stadtmauer von Regensburg von 1630 |
| Schloss Prüfening                                | Regensburg                                | Schloss, zuvor Kloster                                         |                                                                                      | Erhalten                                                                                   |                                                               |
| Schloss Pürkelgut                                | Regensburg                                | Wasserschloss (Jagdschloss)                                    | 1728                                                                                 | Erhalten, befindet sich aber in einem schlechten baulichen Zustand                         |                                                               |
| Turmhügel Steingrube                             | Regensburg                                | Niederungsburg (Turmhügelburg)                                 |                                                                                      | Abgegangen                                                                                 |                                                               |
| Thon-Dittmer-Palais                              | Regensburg                                | Palais                                                         | 1809                                                                                 | Erhalten                                                                                   |                                                               |
| Schloss Weichs                                   | Regensburg-Weichs                         | Schloss, früher Niederungsburg                                 | 12. Jahrhundert                                                                      | Erhalten                                                                                   |                                                               |
| Württembergisches Palais (Herzogspalais)         | Regensburg                                | Palais                                                         | 1806                                                                                 | Erhalten, beherbergt heute das Naturkundemuseum Ostbayern                                  |                                                               |

### Weiden in der Oberpfalz
| Name                         | Ort                                   | Typ                      | Entstehungszeit                    | Erhaltungszustand und heutige Nutzung                               | Bild |
| ---------------------------- | ------------------------------------- | ------------------------ | ---------------------------------- | ------------------------------------------------------------------- | ---- |
| Burgstall Keckenburg         | Weiden in der Oberpfalz-Rothenstadt   | Niederungsburg           | Mittelalterlich                    | Abgegangen, auf dem Burghügel befindet sich heute eine Gruftkapelle |      |
| Burgstall Mallersricht       | Weiden in der Oberpfalz-Mallersricht  | Höhenburg (Spornburg)    | Mittelalterlich                    | Abgegangen                                                          |      |
| Burgstall Moosbürg           | Weiden in der Oberpfalz-Moosbürg      | Niederungsburg           | Mittelalterlich                    | Abgegangen                                                          |      |
| Schloss Muglhof              | Weiden in der Oberpfalz-Muglhof       | Schloss                  | 1487                               | Abgegangen                                                          |      |
| Schloss Rothenstadt          | Weiden in der Oberpfalz-Rothenstadt   | Schloss (Hofmarkschloss) | Zweite Hälfte des 19. Jahrhunderts | Erhalten                                                            |      |
| Turmhügel Trauschendorf      | Weiden in der Oberpfalz-Trauschendorf | Turmhügelburg            | Mittelalterlich                    | Abgegangen, Turmhügel verebnet                                      |      |
| Turmhügel Tröglersricht      | Weiden in der Oberpfalz-Tröglersricht | Turmhügelburg            | Mittelalterlich                    | Abgegangen                                                          |      |
| Burgstall Ullersricht        | Weiden in der Oberpfalz-Ullersricht   | Niederungsburg           | Mittelalterlich                    | Abgegangen                                                          |      |
| Schloss Weiden (Vestes Haus) | Weiden in der Oberpfalz               | Schloss                  | 1493                               | Erhalten                                                            |      |

### Landkreis Amberg-Sulzbach
| Name                                        | Ort                                                                     | Typ                                                                | Entstehungszeit                                                                                      | Erhaltungszustand und heutige Nutzung | Bild           |
| ------------------------------------------- | ----------------------------------------------------------------------- | ------------------------------------------------------------------ | --- | --- | -------------- |
| Schloss Adertshausen                        | Hohenburg-Adertshausen                                                  | Schloss, zuvor Burg                                                | 1243 ist Ortsadel erwähnt                                                                            | Abgegangen, das Steinmaterial wurde zum Bau der Wallfahrtskirche Mariä Heimsuchung in Stettkirchen verwendet                                                            |                |
| Burg Allersburg                             | Hohenburg-Allersburg                                                    | Höhenburg (Spornburg), Ministerialensitz                           | 12. Jahrhundert                                                                                      | Abgegangen, heute überbaut durch einen befestigten Friedhof und der Ortskirche Sankt Michael                                                                            | weitere Bilder |
| Schloss Allersburg (Schloss Alarasbach)     | Hohenburg-Allersburg                                                    | Wasserschloss, zuvor Burg, Sitz der Allersbacher                   | 13. Jahrhundert                                                                                      | Erhalten |                |
| Burgstall Alte Bürg                         | Hirschbach-Eschenfelden-„Wachtberg“                                     | Höhenburg (Spornburg)                                              | vermutlich hochmittelalterlich                                                                       | Abgegangen, nur zwei Gräben und ein kleiner Mauerrest erhalten |                |
| Schloss Altneuhaus                          | Vilseck-Altneuhaus (Heute Wüstung im Truppenübungsplatz Grafenwöhr)     | Hammerschloss                                                      | Mittelalterlich                                                                                      | Abgegangen, vermutlich 1863 abgebrochen |                |
| Burgstall Altes Haus (Burg Ratzenberg)      | Hirschbach-Ziegelhütte bei Achtel-„Karrnberg“                           | Höhenburg (Gipfelburg)                                             | Hochmittelalterlich                                                                                  | Abgegangen, nur zwei Gräben erhalten, möglicherweise ein Mauerrest |                |
| Burg Ammerthal                              | Ammerthal                                                               | Burg der Schweinfurther Grafen, später Ministerialensitz           | Vermutlich um 800, 1003 erstmals erwähnt                                                             | Abgegangen |                |
| Schloss Ammerthal                           | Ammerthal                                                               | Schloss (Hofmarkschloss) von Wolfgang Haller von Raitenbuch        | 1590                                                                                                 | Renoviert erhalten, in Privatbesitz |                |
| Ringwall Archenleiten                       | Schmidmühlen-Emhof-Flur „Archenleiten“                                  | Ringwall                                                           | Vor- und frühgeschichtlich                                                                           | Abgegangen, kleiner Ringwall mit 36 Meter Durchmesser erhalten |                |
| Burgruine Aschach                           | Freudenberg-Aschach                                                     | Niederungsburg                                                     | Mittelalterlich                                                                                      | Abgegangen, nur noch wenige Mauerreste erhalten |                |
| Schloss Auerbach                            | Auerbach in der Oberpfalz                                               | Stadtburg, später Schloss                                          | 12. Jahrhundert                                                                                      | Abgegangen, 1971 abgebrochen |                |
| Schloss Axtheid                             | Vilseck-Axtheid                                                         | Schloss, zuvor Burggut der Burg Dagestein                          | Schloss vermutlich aus dem Jahr 1656                                                                 | Renoviert erhalten, in Privatbesitz |                |
| Burgstall Bärenfall (Burg Brennberg?)       | Ursensollen-Reinbrunn                                                   | Höhenburg (Spornburg, Turmburg), Ministerialensitz                 | Mittelalterlich                                                                                      | Abgegangen, nur ein Wall und ein Graben erhalten |                |
| Schloss Boden                               | Edelsfeld-Boden                                                         | Schloss (Hofmarkschloss)                                           | 16. Jahrhundert                                                                                      | Erhalten, heute ein Bauernhof |                |
| Burg Breitenstein                           | Königstein-Breitenstein                                                 | Höhenburg (Gipfelburg)                                             | Um 1100                                                                                              | Burgruine, nur die Burgkapelle und wenige Mauerreste sind erhalten |                |
| Burgstall Breitenthal (Turm im Weidenthal?) | Weigendorf-Breitenthal-„Felsberg“                                       | Höhenburg (Spornburg)                                              | Mittelalterlich                                                                                      | Abgegangen, wenige Mauerreste und zwei verfüllte Gräben erhalten |                |
| Abschnittsbefestigung Bürg                  | Kastl-Reusch-„Bürg“                                                     | Abschnittsbefestigung                                              | Vor- und frühgeschichtlich                                                                           | Abgegangen |                |
| Burg Dagestein                              | Vilseck                                                                 | Niederungsburg (Wasserburg)                                        | 11. oder 12. Jahrhundert                                                                             | Erhalten |                |
| Turmhügel Der Turm (Schloss Berghausen)     | Hohenburg-Berghausen                                                    | Niederungsburg (Turmhügelburg)                                     | Mittelalterlich                                                                                      | Abgegangen |                |
| Ringwall Dürrling                           | Kastl-Umelsdorf-„Dürrling“                                              | Ringwall                                                           | Vor- und frühgeschichtlich                                                                           | Abgegangen, kleiner Ringwall mit einem Durchmesser von 75 mal 60 Metern erhalten                                                                                        |                |
| Burgruine Eberburg (Burg Ebermannsdorf)     | Ebermannsdorf                                                           | Höhenburg (Spornburg)                                              | 1569                                                                                                 | Burgruine, nur die Ruine des achteckigen Wohnturmes erhalten |                |
| Schloss Ebermannsdorf                       | Ebermannsdorf                                                           | Schloss (Hofmarkschloss)                                           | Mitte 18. Jahrhundert                                                                                | Erhalten |                |
| Wehrkirche Ehenfeld                         | Hirschau-Ehenfeld                                                       | Wehrkirche                                                         | Mittelalterlich                                                                                      | Erhalten |                |
| Schloss Emhof                               | Schmidmühlen-Emhof                                                      | Schloss, zuvor Rittergut                                           | 1816/1817                                                                                            | Schlossruine |                |
| Ringwall Ensdorf                            | Ensdorf-Flur „Hierlberg“                                                | Ringwall                                                           | Vor- und frühgeschichtlich                                                                           | Abgegangen, Steinwälle erhalten |                |
| Burgstall Ermhof                            | Neukirchen bei Sulzbach-Rosenberg-Ermhof-„Buchenberg“                   | Höhenburg (Spornburg)                                              | Mittelalterlich                                                                                      | Abgegangen, nur zwei Gräben und Mauerreste in einem Raubgrabungsloch erhalten                                                                                           |                |
| Schloss Eschenfelden                        | Hirschbach-Eschenfelden                                                 | Schloss, zuvor Burg                                                | Burg vermutlich um 1188                                                                              | Abgegangen |                |
| Ringwall Etsdorf                            | Freudenberg-Etsdorf-„Friedrichsberg“                                    | Ringwall                                                           | Vor- und frühgeschichtlich, oder mittelalterlicher Burgstall                                         | Abgegangen, kleiner Ringwall erhalten |                |
| Burgstall Festenberg                        | Auerbach in der Oberpfalz-Staubershammer                                | Höhenburg (Gipfelburg)                                             | Mittelalterlich                                                                                      | Abgegangen |                |
| Schloss Franziskaruhe                       | Sulzbach-Rosenberg                                                      | Schloss der Pfalzgräfin Franziska Dorothea                         | Zwischen 1785 und 1788 erbaut                                                                        | Erhalten, dient heute als Kindergarten |                |
| Schloss Freihung                            | Freihung                                                                | Schloss (Adelssitz)                                                | Spätmittelalterlich                                                                                  | Abgegangen, in den 1970er-Jahren abgebrochen |                |
| Burg Freudenberg                            | Freudenberg                                                             | Höhenburg (Spornburg), später Schloss                              | 1252 wird der Ortsadel erwähnt                                                                       | Abgegangen, nur ein Turmhügel erhalten |                |
| Burgstall Frohnberg                         | Hahnbach-Frohnhof                                                       | Höhenburg (Spornburg)                                              | Mittelalterlich                                                                                      | Abgegangen, Wälle erhalten |                |
| Wehrkirche Gebenbach                        | Gebenbach                                                               | Wehrkirche                                                         | Mittelalterlich                                                                                      | Erhalten |                |
| Burgstall Gernotenstein                     | Auerbach in der Oberpfalz-Michelfeld                                    | Höhenburg (Spornburg)                                              | Vermutlich 11. Jahrhundert                                                                           | Abgegangen, nur ein kleiner Mauerrest und Felsbearbeitungen erhalten |                |
| Schloss Gressenwöhr                         | Vilseck-Gressenwöhr                                                     | Schloss                                                            | 1468                                                                                                 | Urkundlich mit der Bauerlaubnis des Erhard von Steinling, vermutlich aus Turmburg hervorgegangen; Ende des 19. Jh./Anfang 20. Jh. abgegangen und überbaut, keine Reste. |                |
| Schloss Großalbershof                       | Sulzbach-Rosenberg-Großalbershof                                        | Schloss (Wasserschloss), zuvor Burg                                | Burg mittelalterlich, Schloss 16. Jahrhundert                                                        | Abgegangen, 1794 von französischen Truppen verbrannt |                |
| Burgstall Grünwald                          | Vilseck-Langenbruck (Heute im Truppenübungsplatz Grafenwöhr)            | Niederungsburg                                                     | Mittelalterlich                                                                                      | Abgegangen |                |
| Burgstall Gunzendorf                        | Auerbach in der Oberpfalz-Gunzendorf, 700 Meter westlich der Ortskirche | Höhenburg (Spornburg)                                              | Mittelalterlich                                                                                      | Abgegangen, von der kleinen Burganlage auf einem Felssporn haben sich nur Grundmauerreste eines rechteckigen Gebäudes erhalten                                          |                |
| Burgstall Hagfelsen                         | Birgland-Burkartshof-„Am Hoch“                                          | Höhenburg (Gipfelburg)                                             | Mittelalterlich, zuvor vor- und frühgeschichtliche Wallanlage und Urnenfelderzeitliche Höhensiedlung | Abgegangen, nur ein Ringwall erhalten |                |
| Ringwall Hainsburg                          | Illschwang-„Hainberg“                                                   | Ringwall                                                           | Vor- und frühgeschichtlich                                                                           | Abgegangen, zwei kurze Wälle erhalten |                |
| Abschnittsbefestigung Hainsburg             | Illschwang-„Hainsburg“                                                  | Abschnittsbefestigung                                              | Vor- und frühgeschichtlich                                                                           | Abgegangen, zwei Wallgraben erhalten |                |
| Burgstall Haldenrode (Halwenrode)           | Freudenberg-Etsdorf-„Oberer Kulmberg“                                   | Höhenburg (Spornburg)                                              | Mittelalterlich                                                                                      | Abgegangen, nur zwei kleinere Mauerreste, Wälle und der Halsgraben erhalten                                                                                             |                |
| Schloss Hannesreuth                         | Königstein-Hannesreuth                                                  | Hofmarkschloss                                                     | 18. Jahrhundert                                                                                      | Erhalten |                |
| Burgstall Hartenfels                        | Neukirchen bei Sulzbach-Rosenberg                                       | Höhenburg (Spornburg), vermutlich der Neidsteiner                  | 13. Jahrhundert, einzige Erwähnung des Burgadels im Jahr 1268                                        | Abgegangen, winziger Mauerrest und zwei Gräben erhalten |                |
| Schloss Haselmühl                           | Kümmersbruck-Haselmühl                                                  | Hammerschloss                                                      | 1607 neu erbaut                                                                                      | Saniert erhalten |                |
| Schloss Haunritz                            | Weigendorf-Haunritz                                                     | Hammerschloss                                                      | 14. Jahrhundert                                                                                      | Erhalten, heute ein Gasthaus |                |
| Burgruine Hauseck                           | Etzelwang-Hauseck                                                       | Höhenburg (Gipfelburg)                                             | Vermutlich zwischen 1329 und 1338                                                                    | Burgruine, einige Mauerreste der Oberburg erhalten, Unterburg überbaut                                                                                                  |                |
| Burgstall Hausberg                          | Kastl-Lauterach                                                         | Höhenburg (Spornburg)                                              | Mittelalterlich                                                                                      | Abgegangen, nur ein Wall erhalten |                |
| Burg Heimhof                                | Ursensollen-Heimhof                                                     | Höhenburg (Spornburg)                                              | 14. Jahrhundert, 1331 erstmals erwähnt                                                               | Erhalten, ist in Privatbesitz und kann nicht besichtigt werden |                |
| Schloss Heringnohe                          | Vilseck-Heringnohe                                                      | Hammerschloss der Bamberger Bischöfe                               | 1387 genannt                                                                                         | Erhalten |                |
| Pflegschloss Hirschau                       | Hirschau                                                                | Pflegschloss, zuvor Burg                                           | Burg mittelalterlich, Schloss zweite Hälfte 15. Jahrhundert                                          | Erhalten |                |
| Hammerschloss Hirschbach                    | Hirschbach                                                              | Hammerschloss                                                      | 14. Jahrhundert                                                                                      | Erhalten, in Privatbesitz |                |
| Jagdschloss Hirschwald                      | Ensdorf-Hirschwald                                                      | Jagdschloss von Kurfürst Friedrich II., zuvor Adelssitz            | Zwischen 1513 und 1538                                                                               | Abgegangen, bis auf die Kirche und das Torhaus 1972 abgebrochen |                |
| Turmhügel Höflas                            | Schnaittenbach-„Höfles“                                                 | Niederungsburg (Turmhügelburg)                                     | Mittelalterlich                                                                                      | Abgegangen |                |
| Schloss Högen                               | Weigendorf-Högen                                                        | Schloss                                                            | Vermutlich 17. Jahrhundert                                                                           | Erhalten |                |
| Schloss Hohenburg                           | Hohenburg                                                               | Pflegschloss, Nachfolgebau der Burg Hohenfels                      | um 1600                                                                                              | Erhalten | weitere Bilder |
| Edelsitz Hohenkemnath                       | Ursensollen-Hohenkemnath                                                | Edelsitz                                                           | um 1600                                                                                              | Erhalten | weitere Bilder |
| Schloss Holnstein                           | Neukirchen bei Sulzbach-Rosenberg-Holnstein                             | Schloss, zuvor Burg                                                | 12. Jahrhundert                                                                                      | Erhalten | weitere Bilder |
| Schloss Holzhammer                          | Schnaittenbach-Holzhammer                                               | Hammerschloss                                                      | Mitte 18. Jahrhundert                                                                                | Erhalten, heute Wohnhaus |                |
| Wehrkirche Illschwang                       | Illschwang                                                              | Wehrkirche                                                         | Mittelalterlich                                                                                      | Friedhofsbefestigung größtenteils erhalten |                |
| Burgstall Im alten Haus                     | Königstein-Pruihausen-„Mühlberg“                                        | Höhenburg (Spornburg)                                              | Ende 11. Jahrhundert                                                                                 | Abgegangen, nur Wallgraben erhalten |                |
| Ringwall Johannisberg                       | Freudenberg-„Johannisberg“                                              | Ringwall                                                           | Vorgeschichtlich                                                                                     | Abgegangen, Ringwall erhalten |                |
| Schloss Kalchsreuth                         | Edelsfeld-Kalchsreuth                                                   | Schloss, zuvor Niederungsburg                                      | Burg 1423 erwähnt, später Ausbau zum Schloss                                                         | Abgegangen |                |
| Abschnittsbefestigung Kalmusfels            | Illschwang-„Kalmusfelsen“                                               | Abschnittsbefestigung                                              | Vor- und frühgeschichtlich                                                                           | Abgegangen, verflachter Wallgraben erhalten |                |
| Klosterburg Kastl                           | Kastl                                                                   | Höhenburg (Spornburg)                                              | vor 1100, danach zum Kloster umfunktioniert                                                          | Teilweise erhalten |                |
| Turmhügel Kellerhübl                        | Schnaittenbach-Demenricht                                               | Niederungsburg (Turmhügelburg)                                     | Mittelalterlich                                                                                      | Abgegangen, Turmhügel verebnet |                |
| Schloss Kirchenreinbach                     | Etzelwang-Kirchenreinbach                                               | Schloss, zuvor Niederungsburg                                      | | Erhalten |                |
| Ringwall Kleiner Hubberg                    | Ursensollen-Kotzheim-„Kleiner Hubberg“                                  | Ringwall                                                           | Vor- und frühgeschichtlich                                                                           | Abgegangen, Ringwall erhalten |                |
| Schloss Königstein                          | Königstein                                                              | Schloss, zuvor Niederungsburg                                      | | Erhalten |                |
| Abschnittsbefestigung Kuhfels               | Illschwang-Bachetsfeld-„Kuhfels“                                        | Abschnittsbefestigung                                              | Vor- und frühgeschichtlich, oder mittelalterlicher Burgstall                                         | Abgegangen, verflachter Wall erhalten |                |
| Abschnittsbefestigung Kühlochberg           | Königstein-Gaißach-„Kühlochberg“                                        | Abschnittsbefestigung einer Höhensiedlung                          | Vorgeschichtlich                                                                                     | Abgegangen, ein dreifacher Abschnittswall sowie ein weiteres Wallstück erhalten                                                                                         |                |
| Schloss Kümmersbruck                        | Kümmersbruck                                                            | Schloss (Hofmarkschloss), zuvor Adelssitz                          | 1606                                                                                                 | Erhalten, heute ein Gasthaus |                |
| Burg Kürmreuth (Oberes Schloss)             | Königstein-Kürmreuth                                                    | Höhenburg (Spornburg) des Hochstiftes Bamberg                      | 1121 wurde Kürmreuth als Ministerialensitz genannt                                                   | Burgruine, wenige Mauerreste erhalten |                |
| Schloss Langenbruck                         | Vilseck-Langenbruck (Heute im Truppenübungsplatz Grafenwöhr)            | Hammerschloss, zuvor möglicherweise Turmhügelburg                  | Burg mittelalterlich, Schloss aus dem 18. Jahrhundert                                                | Abgegangen, nach 1948 abgebrochen |                |
| Burgstall Leherfels                         | Birgland-Ödamershüll-„Leherberg“                                        | Höhenburg (Gipfelburg)                                             | Mittelalterlich                                                                                      | Abgegangen, nur ein Ringgraben mit Außenwall erhalten |                |
| Schloss Leidersdorf                         | Ensdorf-Leidersdorf                                                     | Hammerschloss, zuvor Adelssitz                                     | 1663                                                                                                 | Abgegangen, 1910 auf Fundamenten Neubau als Hammerwerk |                |
| Ringwall Leidersdorf                        | Ensdorf-Leidersdorf-„Kellerberg“                                        | Ringwall                                                           | Vor- und frühgeschichtlich                                                                           | Abgegangen, Ringwall erhalten |                |
| Burgruine Lichtenegg                        | Birgland-Lichtenegg                                                     | Höhenburg (Gipfelburg)                                             | Vermutlich 12. Jahrhundert                                                                           | Burgruine, viele Mauerreste restauriert erhalten |                |
| Unteres Schloss (Lintach) (Unteres Schloss) | Freudenberg-Lintach                                                     | Schloss, zuvor Burg                                                | Burg aus dem 11. oder 12. Jahrhundert, Schloss im 16. oder 17. Jahrhundert errichtet                 | Erhalten |                |
| Oberes Schloss (Lintach) (Oberes Schloss)   | Freudenberg-Lintach                                                     | Schloss, zuvor vermutlich Burg                                     | Vermutlich zwischen 1404 und 1409 errichtet                                                          | Erhalten |                |
| Schloss Mendorferbuch                       | Hohenburg-Mendorferbuch                                                 | Hofmarkschloss, zuvor Burg                                         | Burg mittelalterlich, später Ausbau zum Schloss                                                      | Abgegangen, nach 1788 abgebrochen |                |
| Schloss Moos                                | Kümmersbruck-Moos                                                       | Wasserschloss, zuvor Burg                                          | Burg mittelalterlich, um 1738 Ausbau zum Schloss                                                     | Erhalten |                |
| Burg Neidstein                              | Etzelwang-Tabernackel                                                   | Höhenburg (Gipfelburg)                                             | Vermutlich zwischen 1000 und 1050                                                                    | Burgruine unmittelbar über dem Schloss, wenig Bausubstanz erhalten |                |
| Schloss Neidstein                           | Etzelwang-Tabernackel                                                   | Schloss                                                            | 1513, nach der Zerstörung der Burg im bayerischen Erbfolgekrieg                                      | Erhalten, in Privatbesitz, nicht zugänglich |                |
| Burgstall Neumühle                          | Auerbach in der Oberpfalz-Neumühle                                      | Niederungsburg                                                     | Mittelalterlich                                                                                      | Abgegangen |                |
| Burg Paulsdorf                              | Freudenberg-Paulsdorf                                                   | Burg                                                               | 1190 ist das Geschlecht der Paulsdorfer erstmals genannt                                             | Abgegangen |                |
| Schloss Penkhof                             | Kümmersbruck-Penkhof                                                    | Hofmarkschloss, zuvor Burg                                         | Burg mittelalterlich, während des 18. Jahrhunderts Ausbau zum Schloss                                | Erhalten |                |
| Schloss Pettenhof                           | Schmidmühlen-Pettenhof                                                  | Hammerschloss                                                      | Mittelalterlich                                                                                      | Abgegangen, während des dreißigjährigen Krieges zerstört |                |
| Burgruine Pfaffenhofen (Schweppermannsburg) | Kastl-Pfaffenhofen                                                      | Höhenburg (Spornburg)                                              | Vermutlich 12. Jahrhundert                                                                           | Burgruine, große Teile erhalten |                |
| Burgruine Poppberg                          | Birgland-Poppberg-„Poppberg“                                            | Höhenburg (Gipfelburg)                                             | Vermutlich 13. Jahrhundert                                                                           | Burgruine, einige Mauerreste erhalten |                |
| Hammersitz Ranna                            | Auerbach in der Oberpfalz-Ranna                                         | Hammersitz                                                         | Mittelalterlich                                                                                      | Abgegangen |                |
| Abschnittsbefestigung Rieden                | Rieden-„Schlossberg“                                                    | Abschnittsbefestigung                                              | Vorgeschichtlich                                                                                     | Wall erhalten |                |
| Burg Rieden                                 | Rieden-„Schlossberg“                                                    | Höhenburg (Spornburg)                                              | 10. oder 11. Jahrhundert                                                                             | Abgegangen, wenige Mauerreste in Bauernhäuser verbaut erhalten, daneben ein Halsgraben und Wälle einer älteren Befestigung sichtbar                                     |                |
| Burgstall Rosenberg                         | Sulzbach-Rosenberg                                                      | Höhenburg (Gipfelburg)                                             | Mittelalterlich                                                                                      | Abgegangen, Mauerreste des Bergfriedes wurden durch ein Ehrenmal überbaut                                                                                               |                |
| Burgruine Roßstein                          | Hohenburg-Spieshof                                                      | Höhenburg (Spornburg)                                              | Vermutlich Anfang 14. Jahrhundert                                                                    | Burgruine, große Teile erhalten |                |
| Burgruine Rupprechtstein                    | Etzelwang-Rupprechtstein                                                | Höhenburg (Gipfelburg)                                             | Mittelalterlich                                                                                      | Abgegangen, wenige Reste des Bergfriedes erhalten |                |
| Burgstall Scharfenberg                      | Ursensollen-„Scharfenberg“                                              | Höhenburg (Spornburg)                                              | um 1200                                                                                              | Abgegangen, nur der Halsgraben ist erhalten |                |
| Burgstall Schlossberg                       | Schnaittenbach-Kemnath am Buchberg-„Schlossberg“                        | Höhenburg (Spornburg)                                              | Mittelalterlich                                                                                      | Abgegangen, doppelter Ringgraben erhalten |                |
| Burgstall Schlössl                          | Schnaittenbach-Demenricht-„Buchbergkapelle“                             | Höhenburg (Spornburg)                                              | Mittelalterlich                                                                                      | Abgegangen |                |
| Burgstall Schmalnohe                        | Edelsfeld-Schmalnohe, im Bereich der katholischen Nebenkirche St. Otto  | Niederungsburg                                                     | Mittelalterlich                                                                                      | Abgegangen |                |
| Oberes Schloss Schmidmühlen                 | Schmidmühlen                                                            | Schloss, zuvor Burg                                                | Schloss 16. Jahrhundert                                                                              | Erhalten |                |
| Hammerschloss Schmidmühlen                  | Schmidmühlen                                                            | Schloss, zuvor Hammerherrensitz                                    | | Erhalten |                |
| Abschnittsbefestigung Schweinberg           | Rieden-Siegenhofen-„Schweinberg“                                        | Abschnittsbefestigung                                              | Vor- und frühgeschichtlich, oder mittelalterlicher Burgstall                                         | Abgegangen, Ringwall mit einem Durchmesser von sechs Metern erhalten |                |
| Abschnittsbefestigung Spitziger Berg        | Birgland-Lichtenegg-„Spitziger Berg“                                    | Abschnittsbefestigung                                              | Vor- und frühgeschichtlich, oder mittelalterlicher Burgstall                                         | Abgegangen, verflachter Wallgraben erhalten |                |
| Abschnittsbefestigung Steinberg             | Königstein-„Steinberg“-Flur „Schützenwiese“                             | Abschnittsbefestigung                                              | Urnenfelderzeitlich                                                                                  | Abgegangen, verflachter 70 Meter langer Wallgraben erhalten |                |
| Ringwall Steinberg                          | Königstein-„Steinberg“                                                  | Ringwall                                                           | Vor- und frühgeschichtlich                                                                           | Abgegangen, verflachter Wallgraben erhalten |                |
| Schloss Steinling                           | Edelsfeld-Steinling                                                     | Schloss, zuvor Burg                                                | Mittelalterlich                                                                                      | Abgegangen |                |
| Abschnittsbefestigung Sternsteinberg        | Sulzbach-Rosenberg-„Sternsteinberg“                                     | Höhensiedlung mit Abschnittsbefestigung                            | Vor- und frühgeschichtlich                                                                           | Abgegangen, Graben erhalten |                |
| Schloss Sinnleithen                         | Edelsfeld-Sinnleithen                                                   | Schloss (Hofmarkschloss)                                           | Vermutlich 16. Jahrhundert                                                                           | Erhalten |                |
| Burgruine Spitz                             | Ammerthal                                                               | Höhenburg (Spornburg) der Burggrafen von Nürnberg                  | 1364 im Namen des „Jordan ob der Spitz zu Amtal“ erstmals genannt                                    | Abgegangen, Mauerreste des Bergfriedes und der Ringmauer erhalten, Gelände teilweise überbaut                                                                           |                |
| Burgruine Steinamwasser (Burg Strebenstein) | Auerbach in der Oberpfalz-Steinamwasser                                 | Höhenburg (Gipfelburg)                                             | Vermutlich vor 1144                                                                                  | Burgruine, wenige Mauerreste erhalten, schwer zugänglich |                |
| Burg Sulzbach                               | Sulzbach-Rosenberg                                                      | Höhenburg                                                          | 8. oder 9. Jahrhundert                                                                               | Erhalten |                |
| Hammerschloss Theuern                       | Kümmersbruck-Theuern                                                    | Hammerschloss (Hammerherrensitz)                                   | 1780                                                                                                 | Erhalten, beherbergt heute das Bergbau- und Industriemuseum Ostbayern                                                                                                   |                |
| Burgstall Theuern                           | Kümmersbruck-Theuern-„Höllseuge“                                        | Höhenburg (Hangburg)                                               | Mittelalterlich                                                                                      | Abgegangen, halbrunder Randwall mit vorgelegtem doppeltem Graben erhalten                                                                                               |                |
| Burgstall Trutziger Kaiser                  | Etzelwang-Rupprechtstein                                                | Höhenburg (Gipfelburg), vermutlich Vorwerk der Burg Rupprechtstein | Mittelalterlich                                                                                      | Abgegangen |                |
| Schloss Unterschnaittenbach                 | Schnaittenbach                                                          | Hammerschloss                                                      | | Abgegangen |                |
| Schloss Ursensollen                         | Ursensollen                                                             | Schloss (Hofmarkschloss), zuvor Adelssitz                          | Adelssitz mittelalterlich, später zum Schloss ausgebaut                                              | Abgegangen |                |
| Burgstall Uschlberg                         | Ensdorf-Uschlberg                                                       | Niederungsburg                                                     | Mittelalterlich                                                                                      | Abgegangen, Burgstall verebnet und überbaut |                |
| Schloss Vilseck                             | Vilseck                                                                 | Pflegschloss, zuvor Torturm der Stadtbefestigung                   | 17. Jahrhundert                                                                                      | Erhalten |                |
| Schloss Vilswörth                           | Rieden-Vilswörth                                                        | Hammerschloss                                                      | um 1700                                                                                              | Erhalten |                |
| Schloss Weißenberg                          | Edelsfeld-Weißenberg                                                    | Hofmarkschloss, zuvor Burg                                         | Burg mittelalterlich, später Ausbau zum Schloss                                                      | Erhalten |                |
| Burgstall Werdenstein                       | Etzelwang-Rupprechtstein-„Bärenberg“                                    | Höhenburg (Gipfelburg)                                             | Anfang 12. Jahrhundert                                                                               | Abgegangen, nur der Halsgraben ist erhalten |                |
| Schloss Winbuch                             | Schmidmühlen-Winbuch                                                    | Schloss, zuvor Burg                                                | Ortsadel im Jahr 1147 erstmals genannt, später Ausbau zum Schloss                                    | Abgegangen, die heutige Kirche Sankt Bartholomäus war die einstige Schlosskapelle                                                                                       |                |
| Burgstall Wolfsbach                         | Ensdorf-Wolfsbach                                                       | Burg                                                               | Mittelalterlich                                                                                      | Abgegangen |                |
| Schloss Wolfsbach                           | Ensdorf-Wolfsbach                                                       | Hammerschloss                                                      | Mittelalterlich                                                                                      | Erhalten, heute Bauernhof |                |
| Burgruine Zant                              | Ursensollen-Zant-„Schlossberg“                                          | Höhenburg (Spornburg)                                              | 12. Jahrhundert                                                                                      | Burgruine, wenige Reste erhalten |                |
| Ringwall Zant                               | Ursensollen-Zant-„Plattenberg“                                          | Ringwall, möglicherweise Höhensiedlung                             | Frühmittelalterlich                                                                                  | Abgegangen, Wall erhalten |                |
| Zieglerschloss                              | Schmidmühlen                                                            | Schloss                                                            | 1757                                                                                                 | Verändert erhalten |                |
| Schloss Zogenreuth                          | Auerbach in der Oberpfalz-Zogenreuth                                    | Schloss, zuvor Burg                                                | Burg mittelalterlich, später Ausbau zum Schloss                                                      | Abgegangen |                |

### Landkreis Cham
| Name                                      | Ort                                     | Typ                                                                          | Entstehungszeit                                            | Erhaltungszustand und heutige Nutzung                                                                      | Bild           |
| ----------------------------------------- | --------------------------------------- | ---------------------------------------------------------------------------- | ---------------------------------------------------------- | --- | -------------- |
| Turmhügel Aignhof                         | Rimbach-Aignhof                         | Niederungsburg (Turmhügelburg)                                               | 11. oder 12. Jahrhundert                                   | Abgegangen, Turmhügel und Graben erhalten                                                                  |                |
| Schloss Altenkreith                       | Roding-Altenkreith                      | Niederungsburg                                                               | 1306 erwähnt, Leonhard der Chadolsdorfer zu Wetterfeld     | Abgegangen                                                                                                 |                |
| Burgstall Altenschneeberg                 | Tiefenbach-Altenschneeberg              | Höhenburg (Spornburg)                                                        | Erste Hälfte 13. Jahrhundert                               | Abgegangen, ein Wallgraben erhalten                                                                        | weitere Bilder |
| Schloss Altrandsberg                      | Miltach-Altrandsberg                    | Schloss, vormals Burg der Herren von Randsberg/Ramsperger                    | 1165 ist ein Geschlecht auf der Burgerwähnt                | Erhalten                                                                                                   |                |
| Schloss Arnschwang                        | Arnschwang                              | Schloss, zuvor Niederungsburg einer Ministerialenfamilie                     | 1173 erstmals erwähnt                                      | Erhalten                                                                                                   |                |
| Burgstall Arnstein                        | Schönthal-Premeischl                    | Burg, später Schloss                                                         | zwischen 1140 und 1170 bezeugt                             | Abgegangen, Schloss 1953 abgebrochen und durch einen Bauernhof überbaut                                    |                |
| Schloss Atzenzell                         | Traitsching-Atzenzell                   | Schloss, vermutlich vorher Burg                                              | Zwischen 1488 und 1525                                     | Verändert erhalten                                                                                         |                |
| Schloss Blaibach                          | Blaibach                                | Schloss, vermutlich vorher Burg                                              | 1560 genannt                                               | Verändert erhalten                                                                                         |                |
| Burgstall Bleschenberg                    | Waldmünchen-Sinzendorf                  | Höhenburg (Gipfelburg)                                                       | Anfang 12. Jahrhundert                                     | Abgegangen, nur wenige Mauerreste und ein Graben erhalten                                                  |                |
| Burgruine Buchberg                        | Willmering-„Buchberg“                   | Höhenburg der Grafen von Bogen                                               | 12. Jahrhundert                                            | Burgruine, wenige Mauerreste erhalten                                                                      |                |
| Burgstall Chamerau (Burg Kamerau)         | Chamerau                                | Höhenburg (Spornburg)                                                        | 12. Jahrhundert                                            | Abgegangen, Mauerrest und Graben erhalten, teilweise überbaut                                              |                |
| Burgruine Chameregg                       | Cham-Chameregg                          | Höhenburg (Spornburg)                                                        | Zweite Hälfte 12. Jahrhundert, vermutlich aber schon Älter | Burgruine                                                                                                  |                |
| Schloss Chameregg                         | Cham-Chameregg                          | Wasserschloss, Nachfolgeanlage der Burg Chameregg                            | Zweite Hälfte 15. Jahrhundert                              | Erhalten                                                                                                   |                |
| Burgstall Darstein                        | Waffenbrunn-Darstein                    | Höhenburg (Spornburg)                                                        | Vermutlich zweite Hälfte 13. Jahrhundert                   | Abgegangen, zwei Gräben und Mauerreste erhalten, später wurde im Bereich der Hauptburg eine Kapelle erbaut |                |
| Burgstall Einberg                         | Furth im Wald                           | Höhenburg (Hügelburg)                                                        | Unbekannt                                                  | Abgegangen                                                                                                 |                |
| Kirchenburg Eschlkam                      | Eschlkam                                | Kirchenburg                                                                  | 13. Jahrhundert                                            | Teilweise erhalten                                                                                         |                |
| Burg Falkenstein                          | Falkenstein                             | Höhenburg (Gipfelburg)                                                       | 12., möglicherweise schon 11. Jahrhundert                  | Erhalten, beherbergt Gastronomie und ein Museum                                                            |                |
| Schloss Furth im Wald                     | Furth im Wald                           | Schloss (Pflegschloss), zuvor Burg                                           | Mitte 15. Jahrhundert, möglicherweise älter                | Teilweise erhalten                                                                                         |                |
| Schloss Geigant                           | Waldmünchen                             | Schloss                                                                      | Mitte 13. Jahrhundert                                      | Abgegangen                                                                                                 |                |
| Burgstall Gleißenberg                     | Gleißenberg                             | Höhenburg (Gipfelburg)                                                       | 12. Jahrhundert                                            | Abgegangen                                                                                                 |                |
| Schloss Grafenwiesen                      | Grafenwiesen                            | Schloss, zuvor Burg eines Ministerialengeschlechtes                          | Zwischen 1176 und 1183 erstmals erwähnt                    | Baulich stark verändert                                                                                    |                |
| Schloss Gutmaning                         | Cham-Gutmaning                          | Schloss, früher Burg                                                         | 1391 wurde erstmals Adel erwähnt                           | Erhalten                                                                                                   |                |
| Burgstall Haidstein                       | Chamerau-Lederdorn                      | Höhenburg (Gipfelburg)                                                       | 12. Jahrhundert                                            | Abgegangen                                                                                                 |                |
| Turmhügelburg Haselberg                   | Roding-Strahlfeld                       | Höhenburg (Turmhügelburg)                                                    | Vermutlich schon vor 1100                                  | Abgegangen                                                                                                 |                |
| Burgstall Hatzelsdorf                     | Zell (Oberpfalz)-Hatzelsdorf            | Niederungsburg                                                               | 12./13. Jahrhundert                                        | Abgegangen                                                                                                 |                |
| Schloss Haus (Bad Kötzting)               | Bad Kötzting                            | Höhenburg (Turmhügelburg)                                                    | Erbaut im 14. Jahrhundert                                  | 1830 Abgegangen                                                                                            |                |
| Burgstall Herzogau                        | Waldmünchen-Herzogau                    | Höhenburg (Spornburg)                                                        | Vermutlich 13. Jahrhundert                                 | Abgegangen                                                                                                 |                |
| Schloss Herzogau                          | Waldmünchen-Herzogau                    | Schloss                                                                      | 19. Jahrhundert                                            | Erhalten                                                                                                   |                |
| Schloss Hof (Cham)                        | Cham-Hof                                | Schloss, früher Burg                                                         | 1390 wurde erstmals Adel erwähnt                           | Nur einige Reste des Schlosses sind erhalten                                                               |                |
| Schloss Hohenwarth                        | Hohenwarth                              | Schloss                                                                      | ab 1570                                                    | Erhalten                                                                                                   |                |
| Burgstall Hoher Bogen                     | Rimbach                                 | Höhenburg (Gipfelburg)                                                       | 11., vielleicht 10. Jahrhundert                            | Abgegangen                                                                                                 |                |
| Turmhügel Kammerdorf                      | Cham-Kammerdorf                         | Turmhügelburg                                                                | Vermutlich erste Hälfte des 12. Jahrhunderts               | Abgegangen                                                                                                 |                |
| Turmhügel Katzbach                        | Waldmünchen-Katzbach                    | Turmhügelburg                                                                | Erstes Viertel des 12. Jahrhunderts                        | Abgegangen                                                                                                 |                |
| Schloss Katzberg                          | Cham-Katzberg                           | Schloss, früher Burg                                                         | Zwischen 1176 und 1200 wurde Adel genannt                  | Abgegangen, nur die ehemalige Burgkapelle ist erhalten                                                     |                |
| Burgstall Katzenrohrbach                  | Walderbach-Katzenrohrbach               | Höhenburg (Spornburg)                                                        | Mitte 12. Jahrhundert                                      | Abgegangen                                                                                                 |                |
| Burgstall Kirchenrohrbach (Gußstein)      | Walderbach-Kirchenrohrbach              | Höhenburg                                                                    | Erste Hälfte des 12. Jahrhunderts                          | Abgegangen                                                                                                 |                |
| Schloss Kleinaign                         | Eschlkam-Kleinaign                      | Schloss, früher Burg                                                         | Erste Hälfte des 14. Jahrhunderts, vielleicht älter        | Abgegangen                                                                                                 |                |
| Kirchenburg Kötzting                      | Bad Kötzting                            | Kirchenburg und Pflegschloss                                                 |                                                            | Erhalten                                                                                                   |                |
| Burgstall Kolmberg                        | Waffenbrunn-Kolmberg                    | Höhenburg (Gipfelburg)                                                       | Erste Hälfte des 12. Jahrhunderts                          | Abgegangen                                                                                                 |                |
| Schloss Kolmberg                          | Waffenbrunn-Kolmberg                    | Hofmarkschloss                                                               | Erste Hälfte des 17. Jahrhunderts                          | Abgegangen                                                                                                 |                |
| Burgruine Kürnberg                        | Stamsried                               | Höhenburg                                                                    | nach 1346                                                  | Burgruine, in den 1970er Jahren umfassend saniert                                                          |                |
| Turmhügel Laichstätt                      | Cham-Laichstätt                         | Turmhügelburg                                                                | 12. Jahrhundert                                            | Abgegangen                                                                                                 |                |
| Turmhügel Lamberg                         | Cham-Haderstadl                         | Turmhügelburg                                                                | Hochmittelalter                                            | Abgegangen                                                                                                 |                |
| Burg Lichteneck                           | Rimbach                                 | Höhenburg (Gipfelburg)                                                       | Anfang des 13. Jahrhunderts                                | Burgruine                                                                                                  |                |
| Schloss Lichteneck                        | Rimbach-Lichteneck                      | Schloss in Ortslage                                                          | 1719                                                       | erhalten                                                                                                   |                |
| Wasserburg Liebenau                       | Zandt-Liebenau                          | Niederungsburg (Wasserburg)                                                  | Anfang des 13. Jahrhunderts                                | Wesentliche Teile erhalten                                                                                 |                |
| Burgstall Liebenstein                     | Bad Kötzting-Liebenstein                | Höhenburg (Gipfelburg)                                                       | um 1150                                                    | Abgegangen                                                                                                 |                |
| Burgruine Lobenstein                      | Zell                                    | Höhenburg (Gipfelburg)                                                       | Vermutlich Anfang des 12. Jahrhunderts                     | Burgruine, hauptsächlich Wohnturm teilweise erhalten                                                       |                |
| Wasserschloss Loifling                    | Traitsching-Loifling                    | Schloss, früher Niederungsburg                                               | 1150 erwähnt                                               | Erhalten                                                                                                   |                |
| Burgstall Löwendorf                       | Pemfling-Löwendorf                      | Unbekannt                                                                    | um 1448                                                    | Abgegangen                                                                                                 |                |
| Schloss Miltach                           | Miltach                                 | Schloss                                                                      | um 1600                                                    | Erhalten, in Privatbesitz, Besichtigungen und Kulturveranstaltungen möglich                                |                |
| Burgruine Neuhaus                         | Schorndorf-Neuhaus                      | Höhenburg (Gipfelburg)                                                       | um 1254                                                    | Burgruine                                                                                                  |                |
| Kirchenburg Neukirchen beim Heiligen Blut | Neukirchen beim Heiligen Blut           | ursprünglich Kirchenburg, später Pflegschloss                                | 13. Jahrhundert                                            | Erhalten                                                                                                   |                |
| Burg Oberraning                           | Zell (Oberpfalz)-Beucherling-Oberraning | Höhenburg, Spornburg                                                         | 2. Hälfte 12. Jahrhundert                                  | Abgegangen, Burgkapelle erhalten                                                                           |                |
| Burgstall Ödschloss                       | Waffenbrunn-Thonberg                    | Höhenburg (Gipfelburg)                                                       | Vermutlich 13./14. Jahrhundert                             | Abgegangen                                                                                                 |                |
| Burgstall Großer Osser                    | Lam-„Osser“                             | Höchstglegene Höhenburg (Gipfelburg) der Oberpfalz                           | ab 1193 von den Grafen von Bogen                           | Abgegangen                                                                                                 |                |
| Schloss Pemfling                          | Pemfling                                | Schloss, früher Niederungsburg                                               | Zwischen 1178 und 1183 wurde der Adel erwähnt              | Erhalten                                                                                                   |                |
| Turmhügel Perwolfing                      | Runding-Perwolfing                      | Turmhügelburg                                                                | 11. Jahrhundert                                            | Abgegangen                                                                                                 |                |
| Schloss Pillmersried                      | Rötz-Pillmersried                       | Schloss                                                                      | Vermutlich 17. Jahrhundert                                 | Abgegangen                                                                                                 |                |
| Schloss Püdensdorf                        | Cham-Chammünster                        | Schloss, früher Niederungsburg am Regenufer                                  | Vermutlich mittleres 12. Jahrhundert                       | Abgegangen                                                                                                 |                |
| Burgstall Rackelsdorf                     | Pemfling-Rackelsdorf                    | Höhenburg (Hangburg)                                                         | um 1344                                                    | Abgegangen                                                                                                 |                |
| Schloss Raindorf                          | Runding-Raindorf                        | Schloss, früher Niederungsburg                                               | Zweite Hälfte des 12. Jahrhunderts                         | Abgegangen                                                                                                 |                |
| Schloss Ränkam                            | Furth im Wald-Ränkam                    | Schloss                                                                      | 16. Jahrhundert                                            | Baulich komplett verändert                                                                                 |                |
| Burg Regenpeilstein                       | Roding-Regenpeilstein                   | Höhenburg (Spornburg)                                                        | Vermutlich 12. Jahrhundert                                 | Kernburg erhalten                                                                                          |                |
| Turmhügel Roßbach                         | Chamerau-Roßbach                        | Turmhügelburg                                                                | Vermutlich 12. Jahrhundert                                 | Abgegangen                                                                                                 |                |
| Schloss Rötz                              | Rötz                                    | Schloss, möglicherweise früher Burg                                          | Vermutlich 12. Jahrhundert                                 | Erhalten                                                                                                   |                |
| Burgruine Runding                         | Runding                                 | Höhenburg (Gipfelburg), einer der größten Burganlagen des Bayerischen Waldes | 1118 wurde der Rundinger Adel erstmals erwähnt             | Burgruine, viele Mauerreste erhalten                                                                       |                |
| Schloss Sattelbogen                       | Traitsching-Sattelbogen                 | Schloss, früher Burg                                                         | 12. Jahrhundert                                            | Abgegangen                                                                                                 |                |
| Burg Sattelpeilnstein (Peilstein)         | Traitsching-Sattelpeilnstein            | Höhenburg (Gipfelburg)                                                       | 12. Jahrhundert                                            | Burgruine                                                                                                  |                |
| Schloss Sattelpeilnstein                  | Traitsching-Sattelpeilnstein            | Schloss                                                                      | 1571 bis 1580                                              | Erhalten                                                                                                   |                |
| Schloss Satzdorf                          | Runding-Satzdorf                        | Schloss                                                                      | 13. Jhd.                                                   | 1875 Abgegangen                                                                                            |                |
| Schloss Schachendorf                      | Cham-Schachendorf                       | Schloss                                                                      | 1375                                                       | 1850 abgebrannt                                                                                            |                |
| Burgstall Schanzenberg                    | Traitsching                             | Höhenburg (Ringwall), eine der ältesten Burganlagen des Landkreises          | Vermutlich um 900                                          | Abgegangen                                                                                                 |                |
| Burg Schwärzenberg                        | Roding-Strahlfeld                       | Höhenburg (Gipfelburg)                                                       | Vermutlich 13. Jahrhundert                                 | Burgruine                                                                                                  |                |
| Burg Schwarzenburg                        | Rötz-Bauhof                             | Höhenburg (Gipfelburg)                                                       | Vermutlich 13. Jahrhundert                                 | Burgruine                                                                                                  |                |
| Burgstall Schwedenschanze (Burg Cham)     | Cham-„Galgenberg“                       | Höhenburg (Gipfelburg), ehemalige Reichsburg                                 | Ende des 8. Jahrhunderts                                   | Abgegangen                                                                                                 |                |
| Burgruine Sengersberg                     | Falkenstein-Au                          | Höhenburg (Gipfelburg)                                                       | 1269 erwähnt                                               | Burgruine                                                                                                  |                |
| Burgruine Siegenstein                     | Wald-Siegenstein                        | Höhenburg                                                                    | 13. Jahrhundert                                            | Burgruine                                                                                                  |                |
| Schloss Stachesried                       | Eschlkam-Stachesried                    | Schloss, früher befestigter Sitz (Wasserburg)                                | ab 1470                                                    | Erhalten                                                                                                   |                |
| Schloss Stamsried                         | Stamsried                               | Schloss, früher Niederungsburg                                               | 1378 ist Adel genannt                                      | Erhalten                                                                                                   |                |
| Schloss Strahlfeld                        | Roding-Strahlfeld                       | Schloss, früher Burg                                                         | 1271 ist Adel genannt                                      | Erhalten (nunmehr Kloster der Missionsdominikanerinnen vom hl. Herzen Jesu)                                |                |
| Schloss Thierlstein (Lichtenstein)        | Cham-Thierlstein                        | Schloss, früher Höhenburg                                                    | 1367 erwähnt                                               | Erhalten                                                                                                   |                |
| Burgruine Treffelstein (Drachenturm)      | Treffelstein                            | Höhenburg (Gipfelburg)                                                       | Vermutlich 1290 genannt                                    | Burgruine                                                                                                  |                |
| Schloss Treffelstein                      | Treffelstein                            | Höhenburg (Gipfelburg)                                                       | 18. Jhd.                                                   | Abgegangen                                                                                                 |                |
| Schloss Untertraubenbach                  | Cham-Untertraubenbach                   | Schloss                                                                      | 1333 ist Adel genannt                                      | Abgegangen                                                                                                 |                |
| Burgstall Wachsteinfelsen                 | Hohenwarth                              | Höhenburg                                                                    | Spätes 12. Jahrhundert                                     | Erhalten                                                                                                   |                |
| Schloss Waffenbrunn                       | Waffenbrunn                             | Schloss, früher Burg                                                         | 1297 ist Adel genannt                                      | Erhalten                                                                                                   |                |
| Schloss Waldmünchen                       | Waldmünchen                             | Schloss, früher Burg                                                         | Vermutlich 13. Jahrhundert                                 | Erhalten                                                                                                   |                |
| Burgruine Wetterfeld                      | Roding-Wetterfeld                       | Höhenburg (Gipfelburg)                                                       | 1118 ist Adel genannt                                      | Burgruine, große Teile erhalten                                                                            |                |
| Schloss Wiesing                           | Roding-Wiesing                          | Schloss                                                                      | Vermutlich 12. Jahrhundert                                 | Abgegangen                                                                                                 |                |
| Schloss Windischbergerdorf                | Cham-Windischbergerdorf                 | Schloss, früher Burg                                                         | 1282 ist Adel genannt                                      | Erhalten                                                                                                   |                |
| Schloss Zandt                             | Zandt                                   | Schloss, möglicherweise vorher Burg                                          | 16. Jahrhundert                                            | Erhalten                                                                                                   |                |

### Landkreis Neumarkt in der Oberpfalz
| Name                                                      | Ort                                                                       | Typ | Entstehungszeit | Erhaltungszustand und heutige Nutzung                                                                                                  | Bild           |
| --------------------------------------------------------- | ------------------------------------------------------------------------- | --- | --- | --- | -------------- |
| Burgruine Adelburg (Adelnburg)                            | Seubersdorf in der Oberpfalz-Eichenhofen                                  | Höhenburg (Gipfelburg) der Herren von Adelburg                                                                                     | 12. Jahrhundert | Burgruine, einige Mauerreste der Oberburg, der Burgkapelle und wenig Strukturen der beiden Unterburgen sind erhalten                   | weitere Bilder |
| Burgstall Alte Burg                                       | Deining                                                                   | Höhenburg (Spornburg, Wallanlage)                                                                                                  | Burg mittelalterlich, zuvor vor- und frühgeschichtliche Befestigung                                                     | Abgegangen, Wälle und Gräben erhalten                                                                                                  |                |
| Burgstall Altenburg                                       | Breitenbrunn-Bachhaupt-„Schlossberg“                                      | Höhenburg (Spornburg) | Mittelalterlich | Abgegangen |                |
| Burgstall Altenburg                                       | Dietfurt an der Altmühl-Oberbürg                                          | Höhenburg (Spornburg), Sitz der Schenken von Altenburg                                                                             | 12. Jahrhundert | Abgegangen, nur ein fast ganz verfüllter Halsgraben erhalten                                                                           |                |
| Abschnittsbefestigung Altes Schloss (Deinschwang)         | Lauterhofen-Freiberg-Flur „Altes Schloss“                                 | Abschnittsbefestigung | vor- und frühgeschichtlich oder mittelalterlich                                                                         | Abgegangen |                |
| Schloss Berg                                              | Berg bei Neumarkt in der Oberpfalz                                        | Schloss, Ministerialensitz der Herren von Berg                                                                                     | 16. Jahrhundert | Verändert erhalten, heute ein Bauernhof                                                                                                |                |
| Herrensitz Berg                                           | Berg bei Neumarkt in der Oberpfalz                                        | Herrensitz der Pollinger | 1412 | Abgegangen, heute Stelle des Gasthauses Goldener Hirsch                                                                                |                |
| Burgstall Bergheim                                        | Hohenfels-Bergheim (Heute Wüstung im Truppenübungsplatz Hohenfels)        | Niederungsburg | Mittelalterlich | Abgegangen |                |
| Schloss Breitenbrunn                                      | Breitenbrunn                                                              | Schloss von Ignatz Joseph von Gumppenberg                                                                                          | 1746 | Erhalten |                |
| Burgruine Breitenegg                                      | Breitenbrunn-Breitenegg                                                   | Höhenburg (Spornburg), der Herren von Breitenbrunn/Breitenegg                                                                      | Vermutlich zwischen 1229 und 1275                                                                                       | Burgruine | weitere Bilder |
| Ringwall Buchenberg                                       | Parsberg-„Buchenberg“                                                     | Ringwall | Vor- und frühgeschichtlich                                                                                              | Abgegangen, mehrere Wälle erhalten |                |
| Burgstall Burggriesbach                                   | Freystadt-Burggriesbach                                                   | Niederungsburg der Herren von Grisbach                                                                                             | Mittelalterlich, Ortsadel ist 1088 genannt                                                                              | Abgegangen, der Ringgraben wurde verfüllt, 1908 waren noch Mauerreste erhalten                                                         |                |
| Burgstall Burg Mauer (Burg Schellenstein)                 | Seubersdorf in der Oberpfalz-Wissing                                      | Höhenburg (Spornburg) der Herren von Wissing                                                                                       | Der Ortsadel ist 1131 erstmals genannt                                                                                  | Abgegangen, nur der Burghügel ist erhalten aber teilweise überbaut                                                                     |                |
| Schloss Deining                                           | Deining                                                                   | Schloss, zuvor Burg | Burg mittelalterlich, 1345 genannt, Schloss um 1690                                                                     | Erhalten |                |
| Schloss Deinschwang                                       | Lauterhofen-Deinschwang                                                   | Schloss (Jagdschloss), zuvor Burg, Geburtsort von König Friedrich I., der Winterkönig                                              | Burg mittelalterlich, Schloss 1527                                                                                      | Erhalten, heute ein Bauernhof |                |
| Schloss Dietfurt                                          | Dietfurt an der Altmühl                                                   | Schloss | Mittelalterlich | Abgegangen |                |
| Ringwall Eichenschlag                                     | Velburg-Kuglstadt (Heute Wüstung im Truppenübungsplatz Hohenfels)         | Ringwall | Vorgeschichtlich | Abgegangen |                |
| Abschnittsbefestigung Effersdorf                          | Hohenfels-Effersdorf-Flur „Kohlschlag“                                    | Abschnittsbefestigung | Vor- und frühgeschichtlich, möglicherweise auch mittelalterlicher Burgstall                                             | Abgegangen, Abschnittswall mit vorgelegtem Graben erhalten                                                                             |                |
| Schloss Erasbach (Landsassenschloss)                      | Berching-Erasbach                                                         | Adelssitz, zuvor Wasserschloss | Mittelalterlich | Erhalten |                |
| Abschnittsbefestigung Ernersdorf                          | Berching-Ernersdorf                                                       | Abschnittsbefestigung | Vor- und frühgeschichtlich                                                                                              | Abgegangen |                |
| Burgstall Frabertshofen                                   | Hohenfels-Frabertshofen (Heute Wüstung im Truppenübungsplatz Hohenfels)   | Niederungsburg | Mittelalterlich | Abgegangen |                |
| Abschnittsbefestigung Fribertshofen                       | Berching-Fribertshofen                                                    | Abschnittsbefestigung | Vor- und frühgeschichtlich                                                                                              | Abgegangen |                |
| Burgstall Frickenhofen                                    | Neumarkt in der Oberpfalz-Frickenhofen                                    | Höhenburg (Spornburg), Ministerialenburg der Frickenhofer                                                                          | Hochmittelalterlich | Abgegangen, nur ein Graben ist erhalten                                                                                                |                |
| Schloss Froschau                                          | Velburg-Finsterweiling                                                    | Schloss (Hofmarkschloss) | | Abgegangen |                |
| Burgstall Gnadenberg                                      | Berg bei Neumarkt in der Oberpfalz-Gnadenberg-„Klosterberg“               | Höhenburg (Spornburg) | Mittelalterlich | Abgegangen, nur zwei Gräben erhalten                                                                                                   |                |
| Turmhügel Grögling                                        | Dietfurt an der Altmühl-Grögling                                          | Niederungsburg (Wasserburg, Turmhügelburg)                                                                                         | Hochmittelalterlich | Abgegangen, nur ein Turmhügel mit einem Durchmesser von etwa 35 Meter erhalten                                                         |                |
| Turmhügel Grubach                                         | Berching-Grubach                                                          | Niederungsburg (Turmhügelburg) | Mittelalterlich | Abgegangen |                |
| Schloss Grünstein                                         | Seubersdorf in der Oberpfalz-Wissing                                      | Schloss der Herren Apian | 16. Jahrhundert | Abgegangen, nur die Schlosskapelle hat sich in einem Gasthaus erhalten                                                                 |                |
| Turmhügel Gutser Schloss                                  | Freystadt-Jettenhofen-Forstabteilung „Kesselberg“                         | Höhenburg (Turmhügelburg), möglicherweise die Burg des Ortsadels von Lauterbach oder ein Vorgängerbau des Schlosses von Viehhausen | Mittelalterlich | Abgegangen, pyramidenstupfförmiger Turmhügel und ein möglicher Burggraben erhalten                                                     |                |
| Turmhügel Habertshofen                                    | Pilsach-Habertshofen                                                      | Niederungsburg (Turmhügelburg) | Hochmittelalterlich, der Ortsadel wird 1252 genannt                                                                     | Abgegangen, nur ein drei Meter hoher Turmhügel mit einem Durchmesser von etwa 30 Meter erhalten                                        |                |
| Burgstall Habsberg                                        | Velburg-Habsberg-„Habsberg“                                               | Höhenburg (Gipfelburg) | 11. Jahrhundert | Abgegangen, der Burgstall wurde beim Bau der dortigen Wallfahrtskirche Mariä Himmelfahrt zerstört                                      |                |
| Herrensitz Hackenhofen                                    | Parsberg-Hackenhofen, unmittelbar westlich der Ortskirche                 | Herrensitz | Mittelalterlich | Abgegangen |                |
| Burgstall Häferloch (Burg Weidenwang?)                    | Freystadt-Burggriesbach                                                   | Höhenburg (Spornburg) | Vermutlich 12. Jahrhundert                                                                                              | Abgegangen, nur ein Burghügel erhalten                                                                                                 |                |
| Burgruine Haimburg                                        | Berg bei Neumarkt in der Oberpfalz-Haimburg                               | Höhenburg (Spornburg), frühere Reichsburg der Staufer, später Schloss                                                              | 13. Jahrhundert, 1235 wurde der Adel erstmals genannt                                                                   | Burgruine, stark baufällig |                |
| Ringwall Harenzhofen                                      | Velburg-Harenzhofen                                                       | Ringwall | Vor- und frühgeschichtlich                                                                                              | Abgegangen, heute durch den Ort überbaut                                                                                               |                |
| Burgstall Hausraitenbuch                                  | Hohenfels-Hausraitenbuch                                                  | Niederungsburg, Stammsitz der Herren von Raitenbuch, später errichteten sie die Burg Hohenfels und nannten sich nach ihr           | 12. Jahrhundert | Abgegangen |                |
| Burgruine Heinrichsbürg (Heinzburg)                       | Neumarkt in der Oberpfalz-Pölling-„Schlossberg“                           | Höhenburg (Gipfelburg) | 12. Jahrhundert | Abgegangen, nur wenige Mauerreste und ein Graben erhalten                                                                              |                |
| Wehrkirche Helena (St. Helena)                            | Neumarkt in der Oberpfalz-Helena                                          | Wehrkirche | Anfang 16. Jahrhundert                                                                                                  | Teile eines Wehrganges um den befestigten Friedhof und ein Torbau erhalten                                                             |                |
| Burgruine Helfenberg                                      | Velburg-Schwaighof-„Schlossberg“                                          | Höhenburg (Gipfelburg) der Grafen von Velburg                                                                                      | Der Schlossberg war schon in vorgeschichtlicher und frühmittelalterlicher Zeit befestigt, erste Erwähnung der Burg 1198 | Burgruine, wenige Mauerreste erhalten                                                                                                  |                |
| Schloss Herrenried                                        | Parsberg-Herrenried                                                       | Schloss (Hofmarkschloss), zuvor Burg, Ministerialensitz                                                                            | Burg um 1100, Schloss aus der zweiten Hälfte des 18. Jahrhunderts                                                       | Erhalten | weitere Bilder |
| Abschnittsbefestigung Herrenwald                          | Breitenbrunn-Premerzhofen-Flur „Herrenwald“                               | Abschnittsbefestigung | Vor- und frühgeschichtlich, möglicherweise auch mittelalterlich                                                         | Abgegangen, 450 Meter langer Wall erhalten                                                                                             |                |
| Burgstall Hirschstein                                     | Hohenfels-Großbissendorf-„Hirschstein“                                    | Höhenburg (Gipfelburg) | Mittelalterlich | Abgegangen, ovaler Ringwall um eine Felsplatte erhalten                                                                                |                |
| Burgstall Hofberg (Burgstall Alte Kirche)                 | Velburg-Unterwiesenacker                                                  | Höhenburg (Spornburg), Sitz der Herren von Wiesenacker                                                                             | Burg spätmittelalterlich, zuvor vor- und frühgeschichtliche Höhensiedlung                                               | Abgegangen, Wälle erhalten, Halsgraben teilweise verfüllt                                                                              |                |
| Burgstall Hohenbrunnen                                    | Berching-Sollngriesbach                                                   | Höhenburg (Spornburg) | Vermutlich spätmittelalterlich                                                                                          | Abgegangen, Mauerreste und Graben erhalten                                                                                             |                |
| Burgruine Hohenburg                                       | Hohenfels-„Schlossberg“                                                   | Höhenburg (Gipfelburg) | um 1000 | Burgruine, einige Mauerreste erhalten                                                                                                  |                |
| Burgruine Hohenfels                                       | Hohenfels                                                                 | Höhenburg (Spornburg), Stammsitz der Herren von Hohenfels                                                                          | Anfang des 12. Jahrhunderts                                                                                             | Burgruine, nur Ruine des runden Bergfriedes und wenige Mauerreste des rechteckigen Bergfriedes sowie der Ringmauer erhalten            |                |
| Burg Holnstein                                            | Berching-Holnstein                                                        | Höhenburg (Spornburg), Ministerialenburg der Holnsteiner                                                                           | 12. Jahrhundert, 1138 wurde Adel erwähnt                                                                                | Abgegangen, Abschnittsbefestigung, Halsgraben und Wallzug der Anlage erhalten                                                          |                |
| Schloss Holnstein (Berching)                              | Berching-Holnstein                                                        | Schloss der Holnsteiner, Nachfolgeanlage der Hohenburg                                                                             | 17. Jahrhundert | Abgegangen, nur Mauerrest erhalten |                |
| Schloss Ittelhofen                                        | Seubersdorf in der Oberpfalz-Ittelhofen                                   | Schloss, zuvor Burg | Burg hochmittelalterlich, Ortsadel 1221 genannt                                                                         | Abgegangen, Schloss 1783 abgebrochen                                                                                                   |                |
| Schloss Jettenhofen                                       | Freystadt-Jettenhofen                                                     | Wasserschloss (Weiherhaus) der Herren von Hürnheim                                                                                 | 1562 | Schlossgebäude erhalten, Wassergraben heute trocken                                                                                    |                |
| → Schloss Kago                                            | Postbauer-Heng                                                            | Nachbau eines französischen Wasserschlosses                                                                                        | Neuzeitlich | Erhalten, Privatbesitz |                |
| Burg Kemnathen                                            | Breitenbrunn-Kemnathen                                                    | Burg, Ministerialensitz der Herren von Laaber                                                                                      | 12. Jahrhundert, Adel ist um 1140 erstmals genannt                                                                      | Abgegangen, die Umfassungsmauer des heutigen Friedhofes ist wohl aus Steinen der Burg errichtet worden                                 |                |
| Schloss Kirchenödenhart                                   | Hohenfels-Kirchenödenhart (Heute Wüstung im Truppenübungsplatz Hohenfels) | Hofmarkschloss | Frühneuzeitlich | Abgegangen | weitere Bilder |
| Burgstall Kopffelsen                                      | Dietfurt an der Altmühl-Mühlbach-„Kopffelsen“                             | Höhenburg (Spornburg) | Mittelalterlich | Abgegangen, zwei Gräben und ein vorgelegter, wohl unfertig gebliebener Wallgraben erhalten                                             |                |
| Burg Laaber                                               | Pilsach-Laaber                                                            | Burg, Sitz der Reichsministerialenfamilie von Laaber                                                                               | um 1200 | Abgegangen, Steine der Burg, darunter auch Buckelquader, wurden beim Bau der Friedhofsmauer verwendet                                  |                |
| Schloss Lauf                                              | Hohenfels-Lauf                                                            | Schloss | Neuzeitlich | Abgegangen |                |
| Abschnittsbefestigung Leistelberg                         | Breitenbrunn-Dürn-„Leistelberg“                                           | Abschnittsbefestigung | Vor- und frühgeschichtlich                                                                                              | Abgegangen |                |
| Schloss Lengenfeld                                        | Velburg-Lengenfeld                                                        | Schloss | Neuzeitlich | Erhalten, dient heute als Gasthaus |                |
| Adelssitz Leutenbach                                      | Deining-Leutenbach                                                        | Adelssitz | Vermutlich 12. Jahrhundert, Sitz ist 1336 bezeugt                                                                       | Abgegangen |                |
| Burg Loderbach                                            | Berg bei Neumarkt in der Oberpfalz-Loderbach                              | Burg der Herren von Loter oder Loterbecken                                                                                         | 12. Jahrhundert, 1180 wurde der Adel erstmals erwähnt                                                                   | Abgegangen, heute Bereich der katholischen Filialkirche Sankt Georg                                                                    |                |
| Burg Lupburg                                              | Lupburg                                                                   | Höhenburg, später Schloss, Stammburg der edelfreien von Lupburg                                                                    | 12. Jahrhundert, 1129 wurde der Adel erwähnt                                                                            | Burgruine, umfangreiche Reste erhalten                                                                                                 |                |
| Burgstall Lützelburg                                      | Velburg-Unterwiesenacker-„Lützelburg“                                     | Höhenburg (Gipfelburg) | Vermutlich um 1200 | Abgegangen, nur ein Wallgraben erhalten                                                                                                |                |
| Burgruine Lutzmannstein                                   | Velburg-Lutzmannstein (Heute Wüstung im Truppenübungsplatz Hohenfels)     | Höhenburg (Gipfelburg) | Vermutlich 12. Jahrhundert                                                                                              | Abgegangen |                |
| Burgstall Mallerstetten (Burgstall Auf der Schmalzen)     | Dietfurt an der Altmühl-Mallerstetten                                     | Höhenburg (Spornburg) | Mittelalterlich | Abgegangen, nur der Halsgraben und Wälle erhalten                                                                                      |                |
| Burgstall Möningerberg                                    | Freystadt-Möningerberg                                                    | Höhenburg (Gipfelburg) | Mittelalterlich, 1142 ist der Adel der Burg erstmals urkundlich erwähnt                                                 | Abgegangen, nur ein Ringgraben und Wälle sind erhalten                                                                                 |                |
| Adelssitz Mörsdorf                                        | Freystadt-Mörsdorf                                                        | Adelssitz | 13. Jahrhundert | Abgegangen |                |
| Pfalzgrafenschloss Neumarkt                               | Neumarkt in der Oberpfalz                                                 | Schloss, vorher Burg | Vermutlich um 1200 | Erhalten, beherbergt heute das Amtsgericht und das Grundbuchamt der Stadt Neumarkt, die Festsäle werden als Veranstaltungsraum genutzt |                |
| Burgruine Niedersulzbürg                                  | Mühlhausen-Sulzbürg                                                       | Höhenburg (Gipfelburg) | Vermutlich um 1300 | Abgegangen |                |
| Schloss Oberbürg                                          | Dietfurt an der Altmühl-Oberbürg                                          | Schloss | | Abgegangen |                |
| Schloss Oberlauterhofen                                   | Lauterhofen                                                               | Schloss, zuvor Niederungsburg | 1043 | Abgegangen |                |
| Schloss Oberrohrenstadt                                   | Berg bei Neumarkt in der Oberpfalz-Oberrohrenstadt                        | Wasserschloss, vorher Burg | Spätestens 1450 | Erhalten |                |
| Burgruine Obersulzbürg                                    | Mühlhausen-Sulzbürg                                                       | Höhenburg (Gipfelburg), später Schloss, Stammsitz der Sulzbürger                                                                   | 13. Jahrhundert | Abgegangen, nur wenige Mauerreste und ein Graben erhalten                                                                              |                |
| Wehrkirche Oberweiling (St. Mariä Geburt)                 | Velburg-Oberweiling                                                       | Wehrkirche | 1020 | Torturm und Friedhofsbefestigung erhalten                                                                                              |                |
| Burgruine Ödenburg                                        | Dietfurt an der Altmühl-Hainsberg                                         | Höhenburg (Spornburg), vermutlich Sitz des Ortsadels                                                                               | Vermutlich um 1150 | Abgegangen, nur ein Halsgraben und wenige Mauerreste erhalten                                                                          |                |
| Burgstall Oedenthurn (Plassenburg?)                       | Parsberg-Oedenthurn-„Haberberg“                                           | Höhenburg (Spornburg) | Mittelalterlich | Abgegangen, nur ein Abschnittswall und weitere Wallreste erhalten                                                                      |                |
| Turmhügel Oedenthurn                                      | Parsberg-Oedenthurn                                                       | Niederungsburg (Turmhügelburg) | Mittelalterlich | Abgegangen, nur der Turmhügel erhalten                                                                                                 |                |
| Burgstall Ottenberg                                       | Pilsach-„Ottenberg“                                                       | Höhenburg (Gipfelburg) | 12. Jahrhundert | Abgegangen, nur Wallreste erhalten |                |
| Schloss Ottmaring (Dietfurt an der Altmühl)               | Dietfurt an der Altmühl-Ottmaring                                         | Schloss, zuvor Niederungsburg | Burg mittelalterlich | Abgegangen |                |
| Burg Parsberg                                             | Parsberg                                                                  | Höhenburg, Stammsitz des Parsberger Geschlechts                                                                                    | 1205 erstmals erwähnt                                                                                                   | Erhalten oder wesentliche Teile erhalten, beherbergt ein Museum                                                                        |                |
| Schloss Pilsach                                           | Pilsach                                                                   | Wasserschloss, Nachfolgeanlage der Höhenburg über dem Ort                                                                          | 14. Jahrhundert | Erhalten, beherbergt heute eine Galerie                                                                                                |                |
| Burgstall Plankenstein                                    | Velburg-Deusmauer-„Plankenstein“                                          | Höhenburg (Gipfelburg) | 1196 ist Adel genannt                                                                                                   | Abgegangen, nur Graben und Burghügel erhalten                                                                                          |                |
| Ringwall Plankstetten                                     | Berching-Plankstetten                                                     | Ringwall | Vor- und frühgeschichtlich                                                                                              | Abgegangen, Ringwall mit einem Durchmesser von 200 Meter erhalten                                                                      |                |
| Burgstall Pollanten                                       | Berching-Pollanten                                                        | abgegangene Burg | 1249 ist der Ortsadel genannt                                                                                           | Oberflächlich nichts erhalten; heute Standort der Kirche St. Georg, Kirchturm wird als Bergfried vermutet                              |                |
| Schloss Pollanten                                         | Berching-Pollanten                                                        | Schloss, zuvor Burg | 1249 ist der Ortsadel genannt                                                                                           | Adelssitz, Landsassengut, erhalten |                |
| Burgstall Pölling                                         | Neumarkt in der Oberpfalz-Rittershof -„Großberg“                          | Höhenburg (Spornburg) der Herren von Pölling                                                                                       | 13. Jahrhundert | Abgegangen, Gräben erhalten, Gelände heute dicht mit Nadelwald bewachsen                                                               |                |
| Deutschordensschloss Postbauer-Heng                       | Postbauer-Heng                                                            | Schloss, zuvor Burg | errichtet im 13. Jhd., 1703 zum Schloss umgebaut                                                                        | Teilweise erhalten (Ostflügel) |                |
| Burgstall Pruppach                                        | Pyrbaum-Pruppach                                                          | Höhenburg (Spornburg), Ministerialensitz der Sulzbürger                                                                            | Hochmittelalterlich, Ortsadel ist 1265 genannt                                                                          | Abgegangen, Graben und Wälle erhalten                                                                                                  |                |
| Schloss Pyrbaum                                           | Pyrbaum                                                                   | Schloss, früher Burg | 1138 ist Adel genannt, 1493 zum Schloss umgebaut                                                                        | Abgegangen, nur der Schlossgraben ist erhalten                                                                                         |                |
| Burgstall Quakhaus                                        | Berching-Oening                                                           | Höhenburg der Herren von Vestenberg                                                                                                | Mittelalterlich | Abgegangen |                |
| Burgstall Racklburg                                       | Berg bei Neumarkt in der Oberpfalz-Oberrohrenstadt-Flur „Am Berg“         | Höhenburg (Spornburg), wohl Vorgängeranlage des Schlosses Oberrohrenstadt                                                          | Mittelalterlich | Abgegangen, Abschnittswall erhalten |                |
| Schloss Raitenbuch                                        | Hohenfels-Raitenbuch                                                      | Schloss, zuvor Burg | | Abgegangen |                |
| Ringwall Reiselsberg                                      | Lauterhofen-„Reiselsberg“                                                 | Ringwall | Vorgeschichtlich | Abgegangen |                |
| Burgstall Röschberg                                       | Freystadt-Großberghausen-„Röschberg“                                      | Höhenburg (Spornburg) | Mittelalterlich | Abgegangen, Halsgraben erhalten |                |
| Ringwall Röschberg                                        | Freystadt-Großberghausen-„Röschberg“                                      | Ringwall | Vorgeschichtlich | Abgegangen, Wälle erhalten |                |
| Burgstall Rothenfels                                      | Deining-Rothenfels                                                        | Höhenburg (Spornburg) | 1237 ist Adel erwähnt                                                                                                   | Abgegangen, nur wenige Grundmauerreste und ein Graben erhalten                                                                         |                |
| Abschnittsbefestigung Schanzberg (Velburg)                | Velburg-Oberwiesenacker-„Schanzberg“                                      | Abschnittsbefestigung | Vor- und frühgeschichtlich                                                                                              | Abgegangen, Wall und Graben erhalten                                                                                                   |                |
| Abschnittsbefestigung Schanzberg (Breitenbrunn)           | Breitenbrunn-Bachhaupt-„Schanzberg“                                       | Abschnittsbefestigung | Vor- und frühgeschichtlich                                                                                              | Abgegangen, Wall und Graben erhalten                                                                                                   |                |
| Abschnittsbefestigung Schanze (Holnstein)                 | Berching-Holnstein-„Högelberg“                                            | Abschnittsbefestigung | Vor- und frühgeschichtlich                                                                                              | Abgegangen, 700 Meter langer Abschnittswall erhalten                                                                                   |                |
| Abschnittsbefestigung Schanze (Neumarkt in der Oberpfalz) | Neumarkt in der Oberpfalz-Mühlen-Flur „Burggraben“                        | Abschnittsbefestigung | Vor- und frühgeschichtlich                                                                                              | Abgegangen, heute durch ein Industriegebiet überbaut                                                                                   |                |
| Ringwall Schanze (Eispertshofen)                          | Pilsach-Eispertshofen-Flur „Schanze“                                      | Ringwall | Vor- und frühgeschichtlich                                                                                              | Abgegangen, Ringwall mit einer Fläche von 130 mal 100 Meter erhalten                                                                   |                |
| Burgstall Schauerstein                                    | Velburg-Schauerstein (Heute Wüstung im Truppenübungsplatz Hohenfels)      | Höhenburg (Spornburg) | 13. Jahrhundert, 1282 wurde der Burgadel erstmals genannt                                                               | Abgegangen, nur ein Halsgraben und die ehemalige Burgkapelle als Ruine erhalten                                                        |                |
| Burgstall Schlosswiese (Burg Thannhausen)                 | Freystadt-Thannhausen                                                     | Niederungsburg der Reichsministerialen von Thannhausen, später Schloss von Bischof Friedrich von Eichstätt                         | Im 12. Jahrhundert ist der Burgadel genannt                                                                             | Abgegangen, nur ein verschliffener Burghügel mit ihm umgebenden Graben erhalten                                                        |                |
| Burgstall Schweppermannsburg (Burg Thierenstein)          | Lauterhofen-Nattershofen-„Dietrichstein“                                  | Höhenburg (Gipfelburg) | Mittelalterlich | Abgegangen, wenige Mauerreste und ein Wall erhalten                                                                                    |                |
| Abschnittsbefestigung Sindelbach                          | Berg bei Neumarkt in der Oberpfalz-Sindlbach-Flur „Grimm“                 | Abschnittsbefestigung | Vor- und frühgeschichtlich                                                                                              | Abgegangen |                |
| Burgstall Sondersfeld                                     | Freystadt-Sondersfeld                                                     | Niederungsburg | Mittelalterlich | Abgegangen |                |
| Burgstall Stauf (Burg Stauf oder Staufenberg)             | Neumarkt in der Oberpfalz-Stauf-„Staufer Berg“                            | Höhenburg (Spornburg) | 1410 ist Adel genannt                                                                                                   | Abgegangen, Ring- sowie Abschnittsgraben erhalten                                                                                      |                |
| Schloss Staufersbuch                                      | Berching-Staufersbuch                                                     | Hofmarkschloss, zuvor Burg | Burg mittelalterlich | Abgegangen |                |
| Ringwall Stiglerfelsen                                    | Parsberg-Hörmannsdorf-„Stiglerfelsen“                                     | Ringwall | Vorgeschichtlich | Abgegangen, Ringwall mit einem Durchmesser von 110 Meter erhalten                                                                      |                |
| Schloss Thannbrunn                                        | Berching-Thannbrunn                                                       | Schloss, früher Burg der edelfreien von Thannbrunn                                                                                 | Der Burgadel wurde 1138 erstmals erwähnt, Schloss 18. Jahrhundert                                                       | Burg abgegangen, Schloss heute ein Wohnhaus                                                                                            |                |
| Burgstall Thürsnacht (Burg Thürstein?)                    | Lauterhofen-Thürsnacht                                                    | Höhenburg (Spornburg) | Vermutlich 12. Jahrhundert                                                                                              | Abgegangen, nur Wallreste erhalten |                |
| Abschnittsbefestigung Tischnerberg                        | Lupburg-Degerndorf-„Tischnerberg“                                         | Abschnittsbefestigung | Vor- und frühgeschichtlich                                                                                              | Abgegangen, Wälle erhalten |                |
| Tilly-Schloss                                             | Breitenbrunn                                                              | Schloss der Reichsgräfin von Tilly-Montfort                                                                                        | 1733 | Erhalten |                |
| Wehrkirche Trautmannshofen (Mariä Namen)                  | Lauterhofen-Trautmannshofen                                               | Wehrkirche | 16. Jahrhundert | Teile des befestigten Friedhofes erhalten                                                                                              |                |
| Burgstall Troßberg                                        | Pilsach-Langenmühle                                                       | Höhenburg (Spornburg) | Vermutlich 12. Jahrhundert                                                                                              | Abgegangen, nur ein Graben und wenige Grundmauerreste erhalten                                                                         |                |
| Oberes Schloss Töging                                     | Dietfurt an der Altmühl-Töging                                            | Schloss, früher Burg der Schenken von Töging                                                                                       | um 1480 | Erhalten |                |
| Unteres Schloss Töging                                    | Dietfurt an der Altmühl-Töging                                            | Wasserschloss | | Abgegangen, nur die Schlosskirche ist überkommen                                                                                       |                |
| Herrensitz Unterwall                                      | Berg bei Neumarkt in der Oberpfalz-Unterwall                              | Herrensitz | Spätmittelalterlich | Abgegangen |                |
| Burgruine Velburg                                         | Velburg                                                                   | Höhenburg (Gipfelburg) der Herren von Velburg                                                                                      | 1129 erstmals erwähnt                                                                                                   | Burgruine, teile des Bergfriedes und einige Mauerreste erhalten, Bergfried dient heute als Aussichtsturm                               |                |
| Burg Wappersdorf (falsch: Ruine Schweppermann)            | Mühlhausen-Wappersdorf                                                    | Höhenburg (Spornburg) des Ortsadels                                                                                                | 12. Jahrhundert, 1130 ist Adel genannt                                                                                  | Abgegangen, U-förmiger Graben erhalten                                                                                                 |                |
| Schloss Wappersdorf                                       | Mühlhausen-Wappersdorf                                                    | Schloss des Ortsadels | Spätes 17. Jahrhundert                                                                                                  | Erhalten, beherbergt heute ein Gasthaus                                                                                                |                |
| Schloss Wildenstein                                       | Dietfurt an der Altmühl-Wildenstein                                       | Höhenburg (Spornburg), Stammsitz der Wildensteiner                                                                                 | 13. Jahrhundert | Schlossgebäude aus dem 17./18. Jh. erhalten                                                                                            |                |
| Schloss Woffenbach                                        | Neumarkt in der Oberpfalz-Woffenbach                                      | Schloss (Hofmarkschloss), früher Burg                                                                                              | 12. Jahrhundert | Abgegangen, aus der ehemaligen Burgkapelle ist heute die Ortskirche Sankt Margaretha geworden                                          |                |
| Ringwall Wolfsberg                                        | Dietfurt an der Altmühl-Mühlbach-„Wolfsberg“                              | Ringwall | Vorgeschichtlich | Abgegangen, 2500 Meter langer Ringwall erhalten                                                                                        |                |
| Burgruine Wolfstein                                       | Neumarkt in der Oberpfalz-Wolfstein                                       | Höhenburg (Spornburg), Stammsitz des Geschlechtes der Wolfsteiner                                                                  | um 1150 | Burgruine, große Teile erhalten, das ganze Jahr über zugänglich                                                                        |                |
| Ringwall Wolkensberg                                      | Velburg-Mantlach bei Velburg-„Wolkensberg“                                | Ringwall | Vor- und frühgeschichtlich                                                                                              | Abgegangen, Ringwall mit einem Umfang von 300 Meter erhalten                                                                           |                |
| Herrensitz Wünricht                                       | Berg bei Neumarkt in der Oberpfalz-Wünricht                               | Herrensitz | Mittelalterlich, heutiges Gebäude aus dem 17./18. Jahrhundert                                                           | Erhalten, heute Wohnhaus |                |

### Landkreis Neustadt an der Waldnaab
| Name                                                                  | Ort                                                                                     | Typ                                                                          | Entstehungszeit                                                    | Erhaltungszustand und heutige Nutzung | Bild           |
| --------------------------------------------------------------------- | --------------------------------------------------------------------------------------- | ---------------------------------------------------------------------------- | ------------------------------------------------------------------ | --- | -------------- |
| Schloss Altenhammer (Schlössl)                                        | Flossenbürg-Altenhammer                                                                 | Hammerschloss                                                                | 1765 bezeugt                                                       | Erhalten, heute ein Wohnhaus |                |
| Schloss Altenstadt bei Vohenstrauß                                    | Vohenstrauß-Altenstadt bei Vohenstrauß                                                  | Hofmarkschloss                                                               | verm. 12. Jh.                                                      | Abgegangen, 1924 abgebrochen |                |
| Altes Jagdschlössell (Forstamt Mantel)                                | Mantel                                                                                  | Jagdschloss und Forstamt                                                     | 1788                                                               | Erhalten, UG war Forstamt, OG war für die Linie der Fürsten Pfalz-Sulzbach als Jagdschloss                                                                                             |                |
| Wehrkirche Altenstadt (Standort )                                     | Vohenstrauß-Altenstadt bei Vohenstrauß                                                  | Wehrkirche                                                                   | Mittelalterlich                                                    | Wehrmauer nur teilweise erhalten | weitere Bilder |
| Burgstall Altentreswitz (Standort )                                   | Vohenstrauß-Altentreswitz                                                               | Höhenburg (Spornburg)                                                        | Mittelalterlich                                                    | Abgegangen, heute durch die Ortskirche Sankt Matthäus überbaut | weitere Bilder |
| Schloss Altenweiher                                                   | Vilseck-Grafenwöhr-Altenweiher (Heute Wüstung im Truppenübungsplatz Grafenwöhr)         | Hammerschloss                                                                | 14. Jahrhundert                                                    | Abgegangen, 1967 von der US-Armee eingerissen |                |
| Burgstall Altes Haus (Roggenstein)                                    | Vohenstrauß-Ziegelhütte                                                                 | Höhenburg (Spornburg), vermutlich Vorgängeranlage der Burg Roggenstein       | Vermutlich um 1150                                                 | Abgegangen, nur Gräben und Wälle erhalten |                |
| Burgstall Altes Schloss (Waidhaus)                                    | Waidhaus-„Pleysteiner Sulzberg“                                                         | Höhenburg (Spornburg)                                                        | Mittelalterlich                                                    | Abgegangen |                |
| Burgstall Bergfried                                                   | Grafenwöhr-Bergfried (Heute Wüstung im Truppenübungsplatz Grafenwöhr)                   | Niederungsburg                                                               | Mittelalterlich                                                    | Abgegangen |                |
| Schloss Burggrub                                                      | Kirchenthumbach-Burggrub                                                                | Schloss, zuvor Burg                                                          | Burg mittelalterlich, Schloss 17. Jahrhundert                      | Erneuert erhalten |                |
| Schloss Dießfurth                                                     | Pressath-Dießfurth                                                                      | Hammerschloss                                                                | 1526 bezeugt                                                       | Erhalten |                |
| Schloss Dietersdorf                                                   | Windischeschenbach-Dietersdorf                                                          | Schloss                                                                      | um 1850                                                            | Erhalten |                |
| Schloss Döllnitz                                                      | Pressath-Döllnitz                                                                       | Landsassenschloss                                                            | frühneuzeitlich                                                    | Abgegangen, teile des Landsassengut erhalten |                |
| Schloss Döltsch                                                       | Kirchendemenreuth-Döltsch                                                               | Schloss, zuvor Burg                                                          | Burg spätmittelalterlich, danach Umbau zum Schloss                 | Abgegangen |                |
| Turmhügel Edeldorf                                                    | Theisseil-Edeldorf                                                                      | Niederungsburg (Turmhügelburg)                                               | Mittelalterlich                                                    | Abgegangen, Turmhügel teilweise abgetragen |                |
| Turmhügel Engleshof                                                   | Pirk-Engleshof                                                                          | Niederungsburg (Turmhügelburg)                                               | Mittelalterlich                                                    | Abgegangen, Turmhügel verebnet |                |
| Schloss Enzenrieth                                                    | Pirk-Enzenrieth                                                                         | Schloss, zuvor Niederungsburg                                                | Burg mittelalterlich, Schloss 17. Jahrhundert                      | Erhalten |                |
| Schloss Ernstfeld                                                     | Schlammersdorf-Ernstfeld                                                                | Schloss                                                                      | Vermutlich erste Hälfte 18. Jahrhundert                            | Erhalten |                |
| Burgstall bei Ernstfeld                                               | Schlammersdorf-Moos-Flur „Burgstall“, 1500 Meter westsüdwestlich von Ernstfeld          | möglicherweise Turmburg                                                      | Mittelalterlich                                                    | Abgegangen, nur das Fundament eines Turmes erhalten |                |
| Pflegschloss Eschenbach                                               | Eschenbach in der Oberpfalz                                                             | Pflegschloss                                                                 | Neuzeitlich, 1670 abgebrannt, danach neu errichtet                 | Erhalten |                |
| Altes Schloss (Eslarn)                                                | Eslarn                                                                                  | Schloss                                                                      | 1255                                                               | Abgegangen |                |
| Neues Schloss (Eslarn)                                                | Eslarn                                                                                  | Schloss                                                                      | 1567                                                               | Abgegangen |                |
| Burgstall Etzenricht                                                  | Etzenricht                                                                              | Höhenburg                                                                    | Mittelalterlich                                                    | Abgegangen, heute Standort der Kirche St. Nikolaus |                |
| Schloss Feilershammer                                                 | Trabitz-Feilershammer                                                                   | Schloss (Hammerschloss)                                                      | 18. Jahrhundert                                                    | Erhalten |                |
| Schloss Filchendorf                                                   | Neustadt am Kulm-Filchendorf                                                            | Schloss, zuvor wahrscheinlich Burg                                           | Schloss 1626 bezeichnet                                            | Erhalten |                |
| Schloss Fischerhammer                                                 | Tännesberg-Fischerhammer                                                                | Hammerschloss                                                                | Schloss 16./17. Jahrhundert                                        | Abgegangen, durch moderne Gebäude überbaut |                |
| Pflegschloss Floß                                                     | Floß                                                                                    | Pflegschloss von Johann Heinrich Seyfried                                    | Zwischen 1671 und 1773 errichtet                                   | Erhalten |                |
| Altes Pflegschloss Floß                                               | Floß                                                                                    | Sitz der Herren von Floß                                                     | 1250 errichtet                                                     | Erhalten |                |
| Burgruine Flossenbürg                                                 | Flossenbürg                                                                             | Höhenburg (Gipfelburg/Felsburg)                                              | um 1100 durch den Grafen Berengar                                  | Burgruine, große Teile erhalten |                |
| Schloss Frankenreuth                                                  | Waidhaus-Frankenreuth                                                                   | Schloss                                                                      | 17./18. Jahrhundert                                                | Erhalten | weitere Bilder |
| Schloss Friedrichsburg                                                | Vohenstrauß                                                                             | Schloss von Pfalzgraf Friedrich                                              | 1586 bis 1593                                                      | Saniert erhalten, dient heute als Ort für Ausstellungen, Konzerte und Theater |                |
| Herrensitz Gaisheim                                                   | Moosbach-Gaisheim                                                                       | Herrensitz                                                                   | 17. Jahrhundert                                                    | Erhalten, beherbergt heute ein Gasthaus | weitere Bilder |
| Burgstall Galgenranken                                                | Windischeschenbach-Neuhaus-„Galgenranken“                                               | Höhenburg (Hangburg)                                                         | Mittelalterlich                                                    | Abgegangen |                |
| Schloss Gebhardsreuth                                                 | Moosbach-Gebhardsreuth                                                                  | Schloss, zuvor Burg                                                          |                                                                    | Abgegangen |                |
| Schloss Georgenberg                                                   | Georgenberg                                                                             | Schloss                                                                      | Frühneuzeitlich                                                    | Abgegangen |                |
| Burgstall Ginghaus                                                    | Kirchendemenreuth-Scherreuth-Flur „Steinranken“                                         | Höhenburg (Spornburg)                                                        | Mittelalterlich                                                    | Abgegangen, nur ein Halsgraben erhalten |                |
| Burgstall Gleißenthal                                                 | Windischeschenbach-Gleißenthal                                                          | Niederungsburg                                                               | Mittelalterlich                                                    | Abgegangen |                |
| Burgstall Grafenwöhr                                                  | Grafenwöhr-„Annaberg“                                                                   | Höhenburg (Spornburg)                                                        | Mittelalterlich                                                    | Abgegangen, Stelle heute durch die Annabergkirche überbaut |                |
| Schloss Gröbenstädt                                                   | Moosbach-Gröbenstädt                                                                    | Hammerschloss                                                                | Frühneuzeitlich                                                    | Hammerschloss mit urkundlichen Nachweisen aus dem Ende des 14. Jahrhunderts. Herrenhaus aus größeren Erneuerungen und Umbauten aus den 1830er Jahren. Erhalten. Bau- und Bodendenkmal. | weitere Bilder |
| Schloss Grub (Grafenwöhr)                                             | Grafenwöhr-Grub                                                                         | Hammer- und Hofmarkschloss                                                   | Frühneuzeitlich                                                    | 1714 nach Brand neu errichtetes einfaches Hofmark- und Hammerschloss; erhalten. |                |
| Schloss Hammergänlas                                                  | Grafenwöhr-Hammergänlas (heute Wüstung im Truppenübungsplatz Grafenwöhr)                | Hammerschloss                                                                | Spätmittelalterlich                                                | Abgegangen |                |
| Schloss Hammergmünd                                                   | Grafenwöhr-Hammergmünd                                                                  | Schloss                                                                      | 13. Jahrhundert                                                    | Erhalten |                |
| Hammerschloss Hammerles                                               | Parkstein-Hammerles                                                                     | Hammerschloss                                                                | 16. Jahrhundert                                                    | Erhalten |                |
| Burgstall Haselstein                                                  | Floß-Gösen-„Haselstein“                                                                 | Höhenburg (Gipfelburg)                                                       | um 1400                                                            | Abgegangen, ein kleiner Mauerrest erhalten, das Gelände der Burg im 19. Jahrhundert umgestaltet                                                                                        |                |
| Herrensitz Hebersreuth                                                | Grafenwöhr-Hebersreuth (Heute Wüstung im Truppenübungsplatz Grafenwöhr)                 | Adelssitz                                                                    | Spätmittelalterlich                                                | Abgegangen |                |
| Schloss Hellziechen                                                   | Grafenwöhr-Hellziechen (heute Wüstung im Truppenübungsplatz Grafenwöhr)                 | Hammerschloss                                                                | 16. Jahrhundert                                                    | Abgegangen |                |
| Schloss Höflas (Vorbach)                                              | Vorbach-Höflas                                                                          | Landsassengut                                                                | 1484                                                               | Abgegangen |                |
| Schloss Hopfenohe                                                     | Grafenwöhr-Hopfenohe (Heute Wüstung im Truppenübungsplatz Grafenwöhr)                   | Schloss, zuvor vermutlich Burg                                               | Neuzeitlich, vermutlich aber älter                                 | Abgegangen |                |
| Hammerschloss Hütten                                                  | Grafenwöhr-Hütten                                                                       | Hammerschloss                                                                | 16./17. Jahd.                                                      | erhalten |                |
| Turmhügel Hütten                                                      | Grafenwöhr-Hütten                                                                       | Niederungsburg (Turmhügelburg)                                               | Mittelalterlich                                                    | Abgegangen, Turmhügel verebnet, teilweise durch eine Straße überbaut |                |
| Schloss Illsenbach                                                    | Püchersreuth-Ilsenbach                                                                  | Schloss, zuvor Niederungsburg                                                | Burg hochmittelalterlich, Schloss neuzeitlich                      | Erhalten |                |
| Schloss Kaimling                                                      | Vohenstrauß-Kaimling                                                                    | Hofmarkschloss                                                               | Frühneuzeitlich                                                    | Erhalten |                |
| Schloss Kalmreuth                                                     | Floß-Kalmreuth                                                                          | Schloss                                                                      | Neuzeitlich                                                        | Erhalten |                |
| Burgstall Kirchberg                                                   | Etzenricht-„Kirchberg“                                                                  | Höhenburg (Gipfelburg)                                                       | Mittelalterlich                                                    | Abgegangen, heute Stelle der Kirche Sankt Nikolaus |                |
| Schloss Kirchenthumbach                                               | Kirchenthumbach                                                                         | Schloss                                                                      |                                                                    | Abgegangen |                |
| Burgstall Kronsburg                                                   | Püchersreuth-Stöberlhof-„Geißbühl“                                                      | Höhenburg (Spornburg)                                                        | Mittelalterlich                                                    | Abgegangen, Halsgraben und Wälle haben sich gut erhalten |                |
| Turmhügel Kühbach                                                     | Floß-Kühbach                                                                            | Niederungsburg (Turmhügelburg)                                               | Mittelalterlich                                                    | Abgegangen |                |
| Burgstall Kunzenstein                                                 | Tännesberg-„Kunzenstein“                                                                | Höhenburg (Spornburg)                                                        | Mittelalterlich                                                    | Abgegangen, möglicherweise unvollendete Anlage |                |
| Burgruine Leuchtenberg                                                | Leuchtenberg                                                                            | Höhenburg (Gipfelburg), Stammsitz der Landgrafen von Leuchtenberg            | um 1300, vermutlich älter                                          | Burgruine, große Teile erhalten, wird als Freilichtbühne genutzt und ist Veranstaltungsort der alljährlich stattfindenden Burgfestspiele Leuchtenberg                                  |                |
| Turmhügel Lückenrieth                                                 | Leuchtenberg-Lückenrieth                                                                | Niederungsburg (Turmhügelburg)                                               | Mittelalterlich                                                    | Abgegangen, Turmhügel heute eingeebnet |                |
| Schloss Leuzenhof                                                     | Grafenwöhr-Leuzenhof (Heute Wüstung im Truppenübungsplatz Grafenwöhr)                   | Hofmarkschloss                                                               | Neuzeitlich                                                        | Abgegangen |                |
| Hammerschloss Mantel (Schloss Untermantel, Hammerschloss Untermantel) | Mantel                                                                                  | Hammerschloss                                                                | Mitte 18. Jahrhundert                                              | Erhalten |                |
| Schloss Menzlas                                                       | Menzlas – Schlammersdorf                                                                | Edelsitz                                                                     | 18./19. Jahrhundert                                                | erhalten |                |
| Burgstall Marnstein                                                   | Störnstein-Mohrenstein                                                                  | Höhenburg (Spornburg)                                                        | Mittelalterlich                                                    | Abgegangen, Mauerreste erhalten |                |
| Schloss Metzenhof                                                     | Kirchenthumbach-Metzenhof                                                               | Schloss                                                                      |                                                                    | Abgegangen |                |
| Burgstall Mühlberg                                                    | Neustadt an der Waldnaab-Mühlberg                                                       | Höhenburg (Spornburg)                                                        | Mittelalterlich                                                    | Abgegangen |                |
| Schloss Naslitz                                                       | Naslitz – Schlammersdorf                                                                | spätmittelalterlicher Edelsitz                                               | 18./19. Jahrhundert                                                | 1964 abgegangen |                |
| Hammerschloss Neuenhammer                                             | Georgenberg-Neuenhammer                                                                 | Hammerschloss                                                                |                                                                    | Erhalten |                |
| Burg Neuhaus                                                          | Windischeschenbach-Neuhaus                                                              | Höhenburg (Spornburg)                                                        | um 1300 durch Landgraf Ulrich I. von Leuchtenberg                  | Erhalten oder wesentliche Teile erhalten, im Besitz des Marktes Neuhaus, beherbergt das Waldnaabtalmuseum                                                                              |                |
| Burg Oberbibrach                                                      | Vorbach-Oberbibrach                                                                     | Niederungsburg (Turmhügelburg) der Herren von Oberbibrach                    | Mittelalterlich                                                    | Abgegangen, nur der Turmhügel ist verflacht erhalten |                |
| Turmhügel Oberlind                                                    | Vohenstrauß-Oberlind                                                                    | Niederungsburg (Turmhügelburg)                                               | Mittelalterlich                                                    | Abgegangen, südwestlich der Kalvarienkirche |                |
| Schloss Ödkührieth                                                    | Waidhaus-Ödkührieth                                                                     | Schloss                                                                      |                                                                    | Abgegangen |                |
| Burg Parkstein                                                        | Parkstein                                                                               | Höhenburg (Gipfelburg)                                                       | Um 1000                                                            | Burgruine, nur wenige Mauerreste erhalten |                |
| Burgstall Parkstein                                                   | Parkstein                                                                               | Niederungsburg                                                               | mittelalterlich                                                    | Abgegangen |                |
| Schloss Parkstein                                                     | Parkstein                                                                               | Schloss                                                                      | 1762                                                               | Walmdachbau mit Putzgliederungen, erhalten |                |
| Schloss Pechhof                                                       | Schwarzenbach-Pechhof                                                                   | Hammerschloss                                                                | Neuzeitlich                                                        | Abgegangen |                |
| Schloss Pfrentsch                                                     | Waidhaus-Pfretsch                                                                       | Hammerschloss                                                                | 1387                                                               | Abgegangen |                |
| Turmhügel Pirk                                                        | Pirk-Pirkerziegelhütte-„Schlossleiten“                                                  | Niederungsburg (Turmhügelburg)                                               | Mittelalterlich                                                    | Abgegangen, Turmhügel mit Ringgraben und Außenwall erhalten |                |
| Schloss Pirk (Neues Schloss)                                          | Pirk                                                                                    | Schloss                                                                      | 17./18. Jahrhundert                                                | Erhalten |                |
| Burg Pleystein                                                        | Pleystein                                                                               | Höhenburg (Gipfelburg)                                                       | Mittelalterlich                                                    | Abgegangen |                |
| Schloss Portenreuth                                                   | Grafenwöhr-Portenreuth (Heute Wüstung im Truppenübungsplatz Grafenwöhr)                 | Schloss                                                                      | Neuzeitlich                                                        | Abgegangen |                |
| Burgstall Preißach                                                    | Trabitz-Preißach                                                                        | Herrensitz                                                                   | Mittelalterlich                                                    | Abgegangen |                |
| Altes Schloss (Püchersreuth)                                          | Püchersreuth                                                                            | Schloss, zuvor Turmhügelburg                                                 | Burg mittelalterlich, später Umbau zum Schloss                     | Abgegangen |                |
| Neues Schloss (Püchersreuth)                                          | Püchersreuth                                                                            | Schloss                                                                      | Bezeichnet 1721                                                    | Erhalten |                |
| Turmhügel Rastenhof                                                   | Störnstein-Rastenhof                                                                    | Niederungsburg (Turmhügelburg)                                               | Mittelalterlich                                                    | Abgegangen, pyramidenstumpfförmiger Turmhügel mit umlaufenden Graben erhalten |                |
| Burgstall Rauhenkulm                                                  | Neustadt am Kulm-„Rauher Kulm“                                                          | Höhenburg (Gipfelburg)                                                       | 1289 erstmals erwähnt                                              | Abgegangen |                |
| Schloss Roggenstein                                                   | Vohenstrauß-Roggenstein                                                                 | Höhenburg (Spornburg), später Schloss                                        | Burg mittelalterlich, Schloss neuzeitlich                          | Ruine, wenige Reste erhalten, Schlossbau erhalten |                |
| Turmhügel Römersbühl                                                  | Eschenbach in der Oberpfalz-Römersbühl (Heute Wüstung im Truppenübungsplatz Grafenwöhr) | Niederungsburg (Turmhügelburg)                                               | Mittelalterlich                                                    | Abgegangen |                |
| Burgstall Roschau                                                     | Theisseil-Roschau                                                                       | Höhenburg (Spornburg)                                                        | Mittelalterlich                                                    | Abgegangen |                |
| Hammerschloss Röthenbach                                              | Kohlberg-Röthenbach                                                                     | Hammerschloss                                                                | 1678                                                               | Erhalten, in Privatbesitz |                |
| Turmhügel Rotzendorf                                                  | Püchersreuth-Rotzendorf                                                                 | Niederungsburg (Turmhügelburg)                                               | Mittelalterlich                                                    | Abgegangen |                |
| Schloss Rupprechtsreuth                                               | Mantel-Rupprechtsreuth                                                                  | Schloss, zuvor Niederungsburg                                                | Burg spätmittelalterlich, Schloss mit 1725 bezeichnet              | Erhalten, dient heute als Gaststätte | weitere Bilder |
| Turmhügel Schanzel                                                    | Vohenstrauß-Waldau-„Schanzel“                                                           | Niederungsburg (Turmhügelburg)                                               | Mittelalterlich                                                    | Abgegangen, quadratischer Turmhügel mit Graben erhalten |                |
| Burg Schellenberg                                                     | Georgenberg                                                                             | Höhenburg (Gipfelburg) der Herren von Waldow (Adelsgeschlecht) auf Waldthurn | 1347                                                               | Burgruine, einige Mauerreste erhalten, die Ruine des Wohnturmes dient heute als Aussichtsturm                                                                                          |                |
| Schloss Schirmitz                                                     | Schirmitz                                                                               | Hofmarkschloss                                                               | Neuzeitlich                                                        | Abgegangen |                |
| Schloss Schlammersdorf                                                | Schlammersdorf                                                                          | Schloss, zuvor Burg                                                          | Burg spätmittelalterlich, Schloss zwischen 1778 und 1779 errichtet | Erhalten |                |
| Burgstall Schlechtenkulm                                              | Neustadt am Kulm-„Kleiner Kulm“                                                         | Höhenburg (Spornburg)                                                        |                                                                    | Abgegangen |                |
| Schloss Schloßfrankenohe                                              | Grafenwöhr-Schloßfrankenohe (Heute Wüstung im Truppenübungsplatz Grafenwöhr)            | Schloss, zuvor möglicherweise Niederungsburg                                 | Neuzeitlich, vermutlich aber älter                                 | Schlossruine |                |
| Schloss Steinfels                                                     | Mantel-Steinfels                                                                        | Schloss                                                                      | 17. Jahrhundert, vermutlich aber älter                             | Erhalten |                |
| Burg Störnstein                                                       | Störnstein                                                                              | Höhenburg (Spornburg)                                                        | Mittelalterlich                                                    | Abgegangen | weitere Bilder |
| Altes Schloss (Neustadt an der Waldnaab)                              | Neustadt an der Waldnaab                                                                | Schloss, zuvor Höhenburg                                                     | 15. Jahrhundert                                                    | Erhalten |                |
| Neues Schloss (Neustadt an der Waldnaab)                              | Neustadt an der Waldnaab                                                                | Schloss                                                                      |                                                                    | Erhalten |                |
| Schloss Tagmanns                                                      | Kirchenthumbach-Tagmanns                                                                | Schloss, zuvor Niederungsburg                                                | Burg mittelalterlich, Schloss 16. Jahrhundert                      | Erhalten |                |
| Burgstall Tännesberg                                                  | Tännesberg-„Schlossberg“                                                                | Höhenburg (Gipfelburg) der Herren von Paulsdorf                              | 12. Jahrhundert                                                    | Abgegangen, nur Gräben erhalten |                |
| Turmhügel Theisseil                                                   | Theisseil                                                                               | Niederungsburg (Turmhügelburg)                                               | Mittelalterlich                                                    | Abgegangen |                |
| Burg Thurndorf                                                        | Kirchenthumbach-Thurndorf                                                               | Höhenburg (Spornburg)                                                        | Mittelalterlich                                                    | Abgegangen, nur ein Turmstumpf erhalten |                |
| Schloss Thurndorf                                                     | Kirchenthumbach-Thurndorf                                                               | Schloss                                                                      | 1577/80                                                            | Abgegangen |                |
| Adelssitz Trebsau                                                     | Bechtsrieth-Trebsau                                                                     | Adelssitz                                                                    | Spätmittelalterlich                                                | Abgegangen |                |
| Turmhügel Trebsau                                                     | Bechtsrieth-Trebsau-„Weiherwiese“                                                       | Niederungsburg (Turmhügelburg)                                               | Mittelalterlich                                                    | Abgegangen, Turmhügel eingeebnet |                |
| Burg Treswitz (Schloss Treswitz)                                      | Moosbach-Burgtreswitz                                                                   | Schloss, zuvor Burg                                                          | 12. Jahrhundert, während des 17. Jahrhunderts Umbau zum Schloss    | Schloss wurde renoviert, befindet sich im Besitz des Marktes Moosbach |                |
| Schloss Trippach                                                      | Weiherhammer-Trippach                                                                   | Schloss                                                                      | Frühneuzeitlich                                                    | Abgegangen |                |
| Schloss Troschelhammer                                                | Troschelhammer                                                                          | Hammerschloss                                                                | Mitte 14. Jahrhundert                                              | Erhalten |                |
| Burgstall Unternankau                                                 | Leuchtenberg-Unternankau                                                                | Niederungsburg (Wasserburg)                                                  | Mittelalterlich, 1385 erstmals erwähnt                             | Abgegangen, Weiher mit Insel erhalten |                |
| Schloss Unterwildenau                                                 | Luhe-Wildenau-Unterwildenau                                                             | Schloss                                                                      | Anfang 17. Jahrhundert, wohl älter                                 | Erhalten |                |
| Burg Waldau (Vohenstrauß)                                             | Vohenstrauß-Waldau                                                                      | Burgschloss, Ministerialensitz der Waldauer                                  | um 1215                                                            | Erhalten oder wesentliche Teile erhalten, in Privatbesitz, kann besichtigt werden | weitere Bilder |
| Schloss Waldau (Vohenstrauß)                                          | Vohenstrauß-Waldau                                                                      | Schloss, Sitz der Freiherren von Imhof                                       | um 1650                                                            | Erhalten, in Privatbesitz, kann besichtigt werden | weitere Bilder |
| Altes Schloss Waldthurn                                               | Waldthurn                                                                               | Burg, Sitz der Waldthurner (Adelsgeschlecht)                                 | um 1213                                                            | abgegangen |                |
| Neues Schloss Waldthurn                                               | Waldthurn                                                                               | Schloss, Sitz der Lobkowitz (Adelsgeschlecht)                                | ab 1666                                                            | wesentliche Teile erhalten, in Privatbesitz | weitere Bilder |
| Schloss Waltenrieth                                                   | Moosbach-Waltenrieth                                                                    | Hammerschloss                                                                | 18. Jahrhundert                                                    | Erhalten |                |
| Wehrkirche Wilchenreuth (Sankt Ulrich)                                | Theisseil-Wilchenreuth                                                                  | Wehrkirche, zuvor Burg                                                       |                                                                    | Teilweise erhalten |                |
| Burgstall Windischeschenbach                                          | Windischeschenbach, unmittelbar nordwestlich des abgegangen Schlosses                   | Niederungsburg                                                               |                                                                    | Abgegangen |                |
| Schloss Windischeschenbach                                            | Windischeschenbach, im Bereich der Straße Schlosshof                                    | Schloss                                                                      |                                                                    | Abgegangen |                |

### Landkreis Regensburg
| Name                                              | Ort                                           | Typ | Entstehungszeit | Erhaltungszustand und heutige Nutzung | Bild           |
| ------------------------------------------------- | --------------------------------------------- | --- | --- | --- | -------------- |
| Burg Adlmannstein                                 | Bernhardswald-Adlmannstein                    | Niederungsburg, später Schloss                                                                                   | Hochmittelalterlich | Burgruine, einige Mauerreste der Ringmauer erhalten |                |
| Schloss Alteglofsheim                             | Alteglofsheim                                 | Schloss, zuvor Niederungsburg                                                                                    | Burg wurde 1240 erstmals genannt, während des 18. Jahrhunderts zum Schloss ausgebaut                                           | Schloss renoviert erhalten, beherbergt die dritte bayerische Musikakademie, Besichtigung möglich | weitere Bilder |
| Schloss Altenthann                                | Altenthann                                    | Schloss | Vermutlich 16. Jahrhundert | Abgegangen: 1782 abgebrannt, Neubau als Pfarrhof, untertägige Reste als Bodendenkmal |                |
| Altes Haus (Nittendorf)                           | Nittendorf-Etterzhausen                       | Mittelalterliche Abschnittsbefestigung, später festes Haus                                                       | Frühmittelalterlich | Abgegangen, als Bodendenkmal gesichert |                |
| Burgstall Altes Schloss                           | Thalmassing-Luckenpaint                       | Höhenburg (Ringwall)                                                                                             | Frühmittelalterlich | Abgegangen, nur der Ringwall ist erhalten |                |
| Burgstall Alte Schlossgräben (Burg Wachsenstein?) | Wörth an der Donau-Hungersacker-„Wachsenberg“ | Höhenburg (Spornburg)                                                                                            | 1474 als Burgstall bezeichnet, möglicherweise vor 1179 errichtet                                                               | Abgegangen, nur ein Ringgraben erhalten |                |
| Burgstall Auburg                                  | Barbing-Auburg                                | Niederungsburg (Wasserburg, vermutlich Inselburg in einem Donauarm), Stammburg der Ritterfamilie von Au oder Aue | 13. Jahrhundert | Abgegangen, ehemalige Burgkapelle und Grundmauerreste des Bergfriedes erhalten |                |
| Schloss Aufhausen                                 | Aufhausen                                     | Hofmarkschloss                                                                                                   | 17. Jahrhundert | Erhalten |                |
| Schloss Barbing                                   | Barbing                                       | Schloss, zuvor Niederungsburg, Sitz eines Regensburger Ministerialengeschlechtes                                 | 1326 erstmals bezeugt, im 11. Jahrhundert Erwähnung des Ortsadels                                                              | Burg im Dreißigjährigen Krieg abgegangen, Neubau des 18. Jahrhunderts erhalten, dient heute als Rathaus |                |
| Schloss Beratzhausen                              | Beratzhausen                                  | Schloss | 16. Jahrhundert | Teilweise erhalten |                |
| Schloss Bergstetten                               | Laaber-Bergstetten                            | Schloss | 18. Jahrhundert | Erhalten |                |
| Schloss Bernhardswald                             | Bernhardswald                                 | Schloss, zuvor Niederungsburg (Wasserburg)                                                                       | Burg hochmittelalterlich, während des 18. Jahrhunderts zum Schloss ausgebaut                                                   | Erhalten, nach Brand 1885 wiederaufgebaut |                |
| Burg Brennberg                                    | Brennberg                                     | Höhenburg (Gipfelburg), Sitz des Regensburger Ministerialengeschlechtes der Brennberger                          | Zweite Hälfte des 12. Jahrhunderts                                                                                             | Burgruine, einige Mauerreste erhalten |                |
| Schloss Diesenbach                                | Regenstauf-Diesenbach                         | Schloss | Erbaut im 15. Jhd., durch Brand zerstört im 19. Jhd.                                                                           | Abgegangen |                |
| Burgruine Donaustauf (Stauf)                      | Donaustauf-„Burgberg“                         | Höhenburg (Gipfelburg) des Regensburger Hochstiftes                                                              | Älteste Teile der Burg von 1060/1070, darunter vorgeschichtliche und frühmittelalterliche Vorgängerbauten                      | Burgruine, große Teile erhalten |                |
| Burgstall Drackenstein                            | Regenstauf-Drackenstein                       | Höhenburg (Spornburg) im Ortsbereich                                                                             | 1339 wurde der Adel der Burg erwähnt                                                                                           | Abgegangen, teilweise überbaut |                |
| Burgstall Durchelenburg                           | Laaber-Türkelmühle-„Schlossberg“              | Höhenburg (Spornburg), Ministerialensitz                                                                         | Zwischen 1061 und 1080 ist der Adel der Burg bezeugt, 1205 die Burg selbst                                                     | Abgegangen, nur ein Turmhügel, vermutlich Standort des Bergfriedes, und der Halsgraben erhalten |                |
| Burg Ehrenfels                                    | Beratzhausen-Haderlsdorf-„Schlossberg“        | Höhenburg (Gipfelburg) der Herren von Ehrenfels                                                                  | um 1200, 1256 ist der Adel der Burg erwähnt                                                                                    | Burgruine, nur wenige Mauerreste erhalten |                |
| Burgstall Egelsburg                               | Deuerling-Hillohe                             | Höhenburg (Spornburg, ebenerdiger Ansitz)                                                                        | 12., möglicherweise 11. Jahrhundert                                                                                            | Abgegangen, nur Wälle und Gräben erhalten |                |
| Schloss Eggmühl                                   | Schierling-Eggmühl                            | Schloss, zuvor Niederungsburg (Wasserburg)                                                                       | um 1200, während des 16. Jahrhunderts umbau zum Schloss                                                                        | Erhalten, beherbergt heute ein Seniorenheim |                |
| Schloss Eichhofen                                 | Nittendorf-Eichhofen                          | Hammerschloss | 1579 | Erhalten, Schlossbrauerei |                |
| Burgstall Eselsburg                               | Laaber-Eselburg                               | Höhenburg (Spornburg, Wallanlage)                                                                                | Vorgeschichtliche Anlage, die während des 9. oder des 10. Jahrhunderts neu genutzt wurde                                       | Abgegangen, nur ein Graben und Wälle erhalten |                |
| Schloss Ettersdorf                                | Wiesent-Ettersdorf (Wiesent)                  | Hofmarkschloss später Jagdschloss der Fürsten Thurn und-Taxis, auf mittelalterlichem Gut aufbauend               | 18. Jahrhundert | Abgegangen, 1951 durch Brand zerstört |                |
| Schloss Etterzhausen                              | Nittendorf-Etterzhausen                       | Schloss | 1590 | Erhalten |                |
| Burg Forstenberg                                  | Regenstauf-Karlstein                          | Höhenburg (Spornburg)                                                                                            | Vermutlich 13. Jahrhundert | Burgruine, Reste eines fünfeckigen Bergfriedes sowie zwei Gräben erhalten |                |
| Schloss Gebelkofen                                | Obertraubling-Gebelkofen                      | Schloss, zuvor Niederungsburg (Wasserburg)                                                                       | 13. Jahrhundert, 1287 erstmals bezeugt, um 1750 Neubau zum heutigen Schloss                                                    | Erhalten, in Privatbesitz |                |
| Schloss Geisling                                  | Pfatter-Geisling                              | Schloss, zuvor Burg                                                                                              | 14. Jahrhundert | Abgegangen, Schlosskapelle und Ringmauer erhalten |                |
| Schloss Glapfenberg                               | Regenstauf-Glapfenberg                        | ehemaliges Hofmarkschloss, zuvor Burg                                                                            | Burg mittelalterlich, Schloss aus dem 16. Jahrhundert                                                                          | Erhalten |                |
| Schloss Hackenberg                                | Bernhardswald-Hackenberg                      | Schloss, zuvor Höhenburg                                                                                         | Zweite Hälfte des 12. Jahrhunderts oder Anfang 13. Jahrhundert                                                                 | Erhalten |                |
| Burgstall Haidau                                  | Mintraching-Haidau                            | Niederungsburg (Wasserburg)                                                                                      | Anfang oder Mitte des 13. Jahrhunderts                                                                                         | Abgegangen, zerstört im Dreißigjährigen Krieg |                |
| Turmhügel Haidenkofen                             | Sünching-Hardt                                | Niederungsburg (Turmhügelburg)                                                                                   | Vermutlich 13. Jahrhundert | Abgegangen, Turmhügel eingeebnet |                |
| Turmhügel Hardt                                   | Sünching-Haidenkofen                          | Niederungsburg (Turmhügelburg)                                                                                   | Mittelalterlich | Abgegangen |                |
| Burgstall Haugenried                              | Nittendorf-Haugenried-„Kapelle St. Nikolaus“  | Höhenburg (Spornburg)                                                                                            | Mittelalterlich | Abgegangen |                |
| Schloss Haus                                      | Thalmassing-Neueglofsheim                     | Schloss, zuvor Höhenburg                                                                                         | 1314 erstmals erwähnt, 1680 zum Schloss umgebaut                                                                               | Burgruine, große Teile erhalten |                |
| Schloss Hauzendorf                                | Bernhardswald-Hauzendorf                      | Schloss, zuvor Niederungsburg im Ortsbereich                                                                     | Burg aus dem 13. oder 14. Jahrhundert, während des 18. Jahrhunderts zum Schloss umgebaut                                       | Abgegangen, teilweise überbaut |                |
| Burgstall Hauzenstein                             | Wenzenbach-Hauzenstein-„Sonnenberg“           | Höhenburg (Spornburg), Sitz der Herren von Hauzenstein                                                           | 14. Jahrhundert, 1372 erwähnt, vermutlich jüngste Burg im Landkreis                                                            | Abgegangen |                |
| Schloss Hauzenstein                               | Wenzenbach-Hauzenstein                        | Schloss, Nachfolgeanlage der Burg Hauzenstein                                                                    | Vermutlich 17. Jahrhundert mit den Steinen der Burg Hauzenstein                                                                | Erhalten |                |
| Burgruine Heilsberg                               | Wiesent-Pangerlhof                            | Höhenburg (Spornburg) der Herren von Heilsberg                                                                   | Ende des 12. Jahrhunderts | Burgruine, neben dem tiefen Halsgraben hat sich vor allem die Ruine des Bergfriedes mit Buckelquader erhalten |                |
| Schloss Heitzenhofen                              | Duggendorf                                    | Hammerschloss | Zweite Hälfte des 14. Jahrhunderts und Ende 19. Jahrhundert                                                                    | Schlossresidenz |                |
| Neues Schloss Hemau                               | Hemau                                         | Schloss, zuvor Höhenburg                                                                                         | um 1600 | Burg abgegangen, Schloss erhalten, beherbergt heute das Vermessungsamt |                |
| Schloss Hirschling                                | Regenstauf-Hirschling                         | Schloss, zuvor Niederungsburg                                                                                    | 12. oder 13. Jahrhundert | Burg fast völlig abgegangen, nur wenige Buckelquader des Wohnturmes erhalten, Schloss erhalten |                |
| Burgstall Hohe Felsen                             | Beratzhausen-„Hohe Felsen“                    | Höhenburg (Spornburg)                                                                                            | 12. oder 13. Jahrhundert | Abgegangen, nur Gräben erhalten |                |
| Schloss Hochdorf (Duggendorf)                     | Duggendorf-Hochdorf                           | Schloss, u. a. Sitz der Teuffel von Birkensee                                                                    | 16. und 17. Jahrhundert | Erhalten |                |
| Schloss Hohengebraching                           | Pentling-Hohengebraching                      | Schloss, Sommersitz der Abtei Sankt Emmeram                                                                      | 16. oder 17. Jahrhundert | Erhalten |                |
| Schloss Holzheim am Forst                         | Holzheim am Forst                             | Schloss, zuvor Burg                                                                                              | 12. oder 13. Jahrhundert | Schloss erhalten, von der Burg blieb nur ein Turmstumpf (abgegangen) |                |
| Schloss Inkofen                                   | Schierling-Inkofen                            | Schloss (Hofmarkschloss), zuvor Turmburg                                                                         | 1365 erstmals bezeugt, um 1750 Neubau zum heutigen Schloss                                                                     | Burg abgegangen, Schloss erhalten |                |
| Burgruine Kallmünz                                | Kallmünz-„Schlossberg“                        | Höhenburg (Spornburg)                                                                                            | Schon in vorgeschichtlicher Zeit befestigt, später frühmittelalterliche Fluchtburg. Burg stammt aus Mitte des 13. Jahrhunderts | Burgruine, große Teile erhalten |                |
| Turmhügel Kaltenherberg                           | Bernhardswald-Kaltenherberg                   | Turmhügelburg | | Abgegangen |                |
| Schloss Karlstein                                 | Regenstauf-Karlstein                          | Schloss, zuvor Burg                                                                                              | Burg Anfang 14. Jahrhundert, Umbau zum Schloss während des 16. Jahrhunderts                                                    | Erhalten, in Privatbesitz, kann nicht besichtigt werden |                |
| Burgstall Karlstein                               | Regenstauf-Karlstein-„Suttenberg“             | Höhenburg (Spornburg)                                                                                            | Mittelalterlich | Abgegangen |                |
| Schloss Köfering                                  | Köfering                                      | Wasserschloss, zuvor Wasserburg, Ministerialensitz                                                               | 14. Jahrhundert, vermutlich älter, Umbau zum Schloss während des 18. Jahrhunderts                                              | Erhalten |                |
| Schloss Kollersried                               | Hemau-Kollersried                             | Schloss (Hofmarkschloss), zuvor befestigter Ansitz                                                               | 13. Jahrhundert | Teilweise erhalten |                |
| Schloss Kürn                                      | Bernhardswald-Kürn-„Schlossberg“              | Schloss, zuvor Höhenburg                                                                                         | 13. Jahrhundert | Schloss mehrmals neu errichtet |                |
| Burgruine Laaber                                  | Laaber                                        | Höhenburg (Spornburg)                                                                                            | um 1200 | Burgruine, teilweise durch moderne Einbauten gestört |                |
| Turmhügel Langenerling                            | Hagelstadt-Langenerling                       | Niederungsburg (Turmhügelburg)                                                                                   | 12. Jahrhundert | Turmhügel heute eingeebnet |                |
| Schloss Laufenthal                                | Hemau-Laufenthal                              | Schloss, zuvor befestigter Ansitz                                                                                | 13. Jahrhundert | Burg abgegangen, Schloss erhalten |                |
| Schloss Lerchenfeld                               | Neutraubling-Gut Lerchenfeld                  | Schloss, zuvor wahrscheinlich Burg, heute Gut                                                                    | Burgkapelle 12. Jahrhundert | Abgegangen, bis auf Kapelle und verbaute Mauern vollständig abgebrochen |                |
| Burgstall Lichtenberg                             | Bernhardswald-Lichtenberg                     | Höhenburg (Gipfelburg)                                                                                           | Vermutlich 14. Jahrhundert | Abgegangen, nur wenige Mauerreste erhalten |                |
| Burgstall Lichtenroth                             | Duggendorf-„Engelfels“                        | Höhenburg (Spornburg)                                                                                            | 13. Jahrhundert | Abgegangen, nur ein Graben erhalten |                |
| Burg Loch                                         | Nittendorf-Loch                               | Höhenburg (Höhlenburg)                                                                                           | Vermutlich 14. Jahrhundert | Burgruine, Bergfried und weitere Mauerreste erhalten |                |
| Burgstall Löweneck                                | Nittendorf-Etterzhausen                       | Höhenburg (Spornburg)                                                                                            | 13. Jahrhundert, 1277 indirekt erwähnt                                                                                         | Abgegangen, nur wenige Mauerreste erhalten |                |
| Burgstall Luckenpaint                             | Thalmassing-Luckenpaint                       | Burg, später Schloss                                                                                             | 1287 genannt | Abgegangen, die heutige Ortskirche stellt den letzten Rest der Burganlage dar |                |
| Burgstall Martinsberg                             | Laaber-„Martinsberg“                          | Höhenburg (Gipfelburg), Vorgängeranlage der Burg Laaber                                                          | 10. oder 11. Jahrhundert | Abgegangen |                |
| Schloss Obermintraching (Oberes Schloss)          | Mintraching                                   | Schloss, früher Ansitz                                                                                           | Ansitz mittelalterlich, Schloss um 1600                                                                                        | Größtenteils abgegangen, verbaute Reste |                |
| Schloss Untermintraching (Unteres Schloss)        | Mintraching                                   | Schloss, früher Amt                                                                                              | 16. Jahrhundert | Verändert erhalten, Gebäude des Landsassenguts als Baudenkmal unter der Nummer D-3-75-170-1 |                |
| Schloss Moosham                                   | Mintraching-Moosham                           | Schloss | unbekannt | Schlösschen auf Burg des Mittelalters aufbauend, 1851 abgebrochen und später überbaut, Bodendenkmal Nr. D-3-7039-0268 |                |
| Burgstall Neuhaus                                 | Wiesent-Rupertsbühl-„Heilsberg“               | Höhenburg (Gipfelburg)                                                                                           | 1213 genannt | Burg fast völlig abgegangen, nur wenige Mauerreste erhalten |                |
| Burgruine Niederviehhausen (Burg Viehhausen)      | Sinzing-Viehhausen                            | Höhenburg (Spornburg)                                                                                            | Zweite Hälfte des 12. Jahrhunderts                                                                                             | Burgruine, nur der Bergfried erhalten |                |
| Burgstall Oberlichtenwald                         | Altenthann-Oberlichtenwald                    | Höhenburg (Spornburg)                                                                                            | Vermutlich 14. Jahrhundert | Abgegangen, nur wenige Mauerreste erhalten |                |
| Schloss Oberviehhausen                            | Sinzing-Viehhausen                            | Niederungsburg, später Schloss                                                                                   | Burg spätmittelalterlich, Schloss um 1700                                                                                      | Abgegangen, Schlossgebäude wird heute als Pfarrhaus genutzt |                |
| Burgstall Pentling                                | Pentling                                      | Burg | 12. Jahrhundert | Abgegangen |                |
| Schloss Pfatter                                   | Pfatter                                       | Schloss | 17. Jahrhundert | Abgegangen, 1865 abgebrannt |                |
| Burgruine Ramspau                                 | Regenstauf-Ramspau                            | Höhenburg (Spornburg)                                                                                            | Vermutlich 13. Jahrhundert, 1425 erstmals erwähnt                                                                              | Burgruine, Ruine des Bergfriedes erhalten |                |
| Schloss Ramspau                                   | Regenstauf-Ramspau                            | Schloss, Nachfolgeanlage der Burg Ramspau                                                                        | 18. Jahrhundert | Erhalten |                |
| Schloss Regendorf                                 | Zeitlarn-Regendorf                            | Schloss | 1515 | Erhalten |                |
| Burgstall Regenstauf                              | Regenstauf-„Schlossberg“                      | Höhenburg (Hügelburg), Sitz der Regensburger Burggrafen                                                          | 12. Jahrhundert | Abgegangen, nur drei Gräben erhalten |                |
| Unteres Schloss (Regenstauf)                      | Regenstauf                                    | Schloss | Neuzeitlich | Abgegangen, durch das spätere Amtsgericht, dem heutigen Kulturhaus überbaut |                |
| Schloss Riekofen                                  | Riekofen                                      | Wasserschloss, zuvor Niederungsburg                                                                              | Vermutlich erste Hälfte des 13. Jahrhunderts                                                                                   | Abgegangen, Gelände teilweise überbaut |                |
| Burgstall Rohrbach (Burg Rohrbach)                | Kallmünz-Rohrbach-„Kapellenberg“              | Höhenburg (Spornburg) der Markgrafen von Hohenburg                                                               | Spätes 11. oder frühes 12. Jahrhundert, 1242 erstmals erwähnt                                                                  | Abgegangen, der Burgstall wurde beim Bau des Friedhofes und deren Erweiterung stark gestört, neben dem Halsgraben und weiteren stark verflachten Wallgräben hat sich nur die einstige Burgkapelle in veränderter Form erhalten |                |
| Schloss Rohrbach                                  | Kallmünz-Rohrbach                             | Hammerschloss der Herren von Sauerzapf                                                                           | 1586 | Erhalten, in Privatbesitz |                |
| Schloss Rosenhof (Mintraching)                    | Mintraching-Rosenhof                          | Gutsherrenhaus                                                                                                   | 1890 | Abgegangen, 2022 abgerissen |                |
| Schloss Rosenhof (Gut Rosenhof)                   | Regenstauf-Loch                               | Schloss, heute Gut Rosenhof                                                                                      | 18. Jahrhundert, während des 20. Jahrhunderts umgebaut                                                                         | Erhalten |                |
| → Schloss St. Gilla                               | Mintraching-Sankt Gilla                       | Schloss | 1875 | Herrenhaus des Hofgutes für Maximilian Graf von Lerchenfeld-Köfering (1846–1913) erbaut, der das Hofgut 1868 erworben hatte, mit Schlosskapelle erhalten.                                                                      |                |
| Schloss St. Johann                                | Pfatter-St.Johann                             | Schloss bzw. Gutshaus                                                                                            | 18. Jahrhundert | Erhalten |                |
| Schloss Sarching                                  | Barbing-Sarching                              | Schloss, zuvor Niederungsburg                                                                                    | Vermutlich erste Hälfte des 12. Jahrhunderts                                                                                   | Burg abgegangen, Schloss heute als Gehöft erhalten |                |
| Schloss Schierling                                | Schierling                                    | Wasserschloss, zuvor Wasserburg                                                                                  | 12. Jahrhundert | Erhalten |                |
| Burgruine Schlossberg                             | Sinzing-Bruckdorf                             | Höhenburg (Spornburg)                                                                                            | Vermutlich 13. Jahrhundert | Burgruine, nur Mauerreste und ein Graben erhalten |                |
| Burgstall Schlosshänge                            | Wörth an der Donau-„Waxenberg“                | Höhenburg (Spornburg)                                                                                            | Mittelalterlich | Abgegangen |                |
| Burgstall Schlössel (Burg Wachsenstein?)          | Wörth an der Donau-Hungersacker-„Wachsenberg“ | Höhenburg (Spornburg, Ringwall)                                                                                  | 1474 als Burgstall bezeichnet, möglicherweise vor 1179 errichtet                                                               | Abgegangen, nur Wälle erhalten |                |
| Turmhügel Schlössel                               | Pentling-Unterirading                         | Turmhügelburg | Vermutlich 14. Jahrhundert | Abgegangen, nur der kleine Turmhügel erhalten |                |
| Schloss Schönach                                  | Mötzing-Schönach                              | Schloss, zuvor Adelssitz                                                                                         | Adelssitz hochmittelalterlich, Schloss von 1702                                                                                | Erhalten |                |
| Schloss Schönberg                                 | Wenzenbach-Schönberg                          | Schloss, zuvor Höhenburg                                                                                         | 1269 erstmals erwähnt | Erhalten, in Privatbesitz |                |
| Burgstall Schönhofen                              | Nittendorf-Schönhofen                         | Niederungsburg                                                                                                   | Zweite Hälfte des 12. Jahrhunderts                                                                                             | Abgegangen, neben der Stelle der Ortskirche |                |
| Schloss Schönhofen                                | Nittendorf-Schönhofen                         | Schloss | | Abgegangen |                |
| Burgstall Schrotzhofen                            | Beratzhausen-Schrotzhofen                     | Burg | | Abgegangen, heute Stelle der Ortskirche |                |
| Burgstall Schwarzenfels                           | Sinzing-Bergmatting-„Schwarzenfels“           | Höhenburg (Spornburg)                                                                                            | Zwischen 1240 und 1245 | Abgegangen, diese Burg wurde schon während des Baus wieder aufgegeben |                |
| Turmburg Schwaigturm                              | Mintraching-Schwaighof                        | Niederungsburg (Turmburg)                                                                                        | Vor 1334 | Abgegangen, nur ein Graben und mehrere Buckelquader erhalten |                |
| Alte Schwedenschanze                              | Mintraching–Rempelkofen                       | Viereckschanze                                                                                                   | Latènezeit bzw. Frühmittelalter                                                                                                | Verebnet, vom Luftbild aus zu erkennen, unter dem Bodendenkmal D-3-7039-0602 gesichert |                |
| Sitzhof                                           | Regenstauf                                    | Adelssitz | 14. Jahrhundert | Erhalten, der turmähnliche Bau dient heute als Wohnhaus |                |
| Schloss Spindlhof                                 | Regenstauf-Spindlhof                          | Schloss | Im Jahr 1597 erstmals erwähnt                                                                                                  | Erhalten |                |
| Burgstall Stadel                                  | Regenstauf-Stadel-„Schlossberg“               | Höhenburg (Spornburg)                                                                                            | 1342 genannt | Abgegangen, nur ein Graben und ein Mauerrest erhalten |                |
| Schloss Steinsberg                                | Regenstauf-Steinsberg                         | Hofmarkschloss                                                                                                   | 17. Jahrhundert | Erhalten |                |
| Burgstall Stifterfelsen (Burg Eilsbrunn?)         | Sinzing-Eilsbrunn-„Stifterfelsen“             | Höhenburg (Spornburg)                                                                                            | Erste Hälfte des 12. Jahrhunderts                                                                                              | Abgegangen, Graben und Wall erhalten |                |
| Schloss Sünching                                  | Sünching                                      | Wasserschloss, zuvor Niederungsburg                                                                              | Vermutlich schon 12. Jahrhundert                                                                                               | Erhalten |                |
| Burgstall Tiefenthal                              | Wörth an der Donau-Tiefenthal-„Kapellenberg“  | Höhenburg (Hügelburg)                                                                                            | Vermutlich 12. Jahrhundert, 1401 erstmals genannt                                                                              | Abgegangen, heute Stelle der Ortskirche |                |
| Burg Traubling                                    | Niedertraubling                               | Schloss, zuvor Niederungsburg                                                                                    | 1343 erstmals erwähnt, ist aber älter                                                                                          | Abgegangen |                |
| Schloss Triftlfing                                | Aufhausen-Triftlfing                          | Schloss, zuvor Niederungsburg                                                                                    | 1301 erstmals erwähnt | Teilweise erhalten |                |
| Schloss Undorf                                    | Nittendorf-Undorf                             | Hofmarkschloss                                                                                                   | | Erhalten |                |
| Turmburg Weichslmühle                             | Pentling                                      | Turmhügelburg | 11./12. Jh. | Abgegangen |                |
| Burgstall Weihenstefen                            | Deuerling-Hillohe                             | Höhenburg (Spornburg), Ministerialensitz                                                                         | um 1150 | Abgegangen, nur ein Graben erhalten |                |
| Schloss Wiesent                                   | Wiesent                                       | Schloss | Schloss erbaut im 17. Jahrhundert aber mittelalterliche Vorgängerburg                                                          | Erhalten, beherbergt Wohnungen, Geschäfte und ein Kunstmuseum |                |
| Schloss Wischenhofen                              | Duggendorf-Wischenhofen                       | Schloss | Schloss erbaut im 17. Jahrhundert                                                                                              | Erhalten, beherbergt Wohnungen |                |
| Schloss Wörth an der Donau                        | Wörth an der Donau                            | Burgschloss | 1246 erstmals genannt | Erhalten, beherbergt ein Seniorenheim |                |
| Burg Wolfsegg                                     | Wolfsegg                                      | Höhenburg | Möglicherweise um 1278 (Dendrochronologische Datierung eines Holzbalkens)                                                      | Burg vollständig restauriert |                |
| Schloss Zaitzkofen                                | Schierling-Zaitzkofen                         | Schloss, zuvor Burg                                                                                              | Burg erstmals 1240 erwähnt, Schloss um 1730 errichtet                                                                          | Erhalten, beherbergt heute das Priesterseminar Herz-Jesu |                |
| Burgstall Zinzendorf                              | Wörth an der Donau-Zinzendorf                 | Höhenburg (Spornburg)                                                                                            | Mittelalterlich | Abgegangen, Burgstall heute verebnet |                |

### Landkreis Schwandorf
| Name                                                | Ort                                                          | Typ                                                                   | Entstehungszeit                                                            | Erhaltungszustand und heutige Nutzung                                                                 | Bild                                               |
| --------------------------------------------------- | ------------------------------------------------------------ | --------------------------------------------------------------------- | -------------------------------------------------------------------------- | --- | -------------------------------------------------- |
| Schloss Altendorf                                   | Altendorf                                                    | Schloss, zuvor Niederungsburg                                         | Burg mittelalterlich, Schloss 17. oder 18. Jahrhundert                     | Erhalten                                                                                              | weitere Bilder                                     |
| Burgstall Altenschloss                              | Neunburg vorm Wald-Katzdorf                                  | Höhenburg (Spornburg)                                                 | Mittelalterlich                                                            | Abgegangen, bogenförmiger Graben erhalten                                                             |                                                    |
| Burgstall Altenschwand                              | Bodenwöhr-Altenschwand                                       | Turmhügelburg im Ort                                                  | Mittelalterlich                                                            | Abgegangen, Turmhügel verebnet                                                                        |                                                    |
| Burgstall Altenthanstein                            | Thanstein-Dautersdorf-„Alter Tannstein“                      | Höhenburg (Gipfelburg) der Herren von Thannstein                      | 13. Jahrhundert, 1218 ist Adel der Burg genannt                            | Abgegangen, nur wenige Mauerreste der Zisterne und ein Graben erhalten                                |                                                    |
| Schloss Altfalter                                   | Neunburg vorm Wald-Altfalter                                 | Schloss                                                               | Frühneuzeitlich                                                            | Abgegangen                                                                                            |                                                    |
| Altmannsches Schlösschen (Almenhof)                 | Burglengenfeld                                               | Herrensitz von Matthes Altmann von Vilswoerth                         | 16. Jahrhundert                                                            | Erhalten                                                                                              |                                                    |
| Burgstall Bach                                      | Neunburg vorm Wald-Warberg-„Warnberg“                        | Höhenburg (Talrandburg)                                               | Vermutlich 10. oder 11. Jahrhundert                                        | Abgegangen, Wallgraben einer rechteckigen Anlage erhalten                                             |                                                    |
| Turmhügel Bach                                      | Dieterskirchen-Bach                                          | Turmhügelburg                                                         | Mittelalterlich                                                            | Abgegangen                                                                                            |                                                    |
| Burgstall bei Stein an der Pfreimd                  | Pfreimd-Stein an der Pfreimd-Nordufer Pfreimd                | Höhenburg                                                             | Mittelalterlich                                                            | Abgegangen                                                                                            |                                                    |
| Schloss Bodenstein                                  | Nittenau-Bodenstein                                          | Schloss, zuvor Höhenburg                                              | 1333 bis 1334                                                              | Abgegangen, ehemalige Burgkapelle und Grundmauerreste des Bergfriedes erhalten                        |                                                    |
| Burgstall Bodenwöhr                                 | Bodenwöhr-„Schlossberg“                                      | Höhenburg                                                             | Mittelalterlich                                                            | Abgegangen                                                                                            |                                                    |
| Schloss Bodenwöhr                                   | Bodenwöhr                                                    | Hammerschloss                                                         |                                                                            | Abgegangen                                                                                            |                                                    |
| Burggut Bruck                                       | Bruck in der Oberpfalz                                       | Pflegschloss                                                          | Frühneuzeitlich                                                            | erhalten                                                                                              |                                                    |
| Schloss Brudersdorf                                 | Nabburg-Brudersdorf                                          | Schloss                                                               | Anfang 20. Jahrhundert                                                     | Erhalten                                                                                              |                                                    |
| Burgstall Bürgl                                     | Neunburg vorm Wald-Haslarn-„Burgl“                           | Niederungsburg                                                        | Mittelalterlich                                                            | Abgegangen                                                                                            |                                                    |
| Burg Burglengenfeld                                 | Burglengenfeld                                               | Höhenburg (Gipfelburg) der Grafen von Lengenfeld                      | ab 1050                                                                    | Besterhaltene salische Burganlage in Bayern                                                           |                                                    |
| Schloss Charlottenhof                               | Schwandorf-Charlottenhof (Schwandorf)                        | Schloss                                                               | 1873                                                                       | Erhalten, Nutzung durch HWK                                                                           |                                                    |
| Burgstall Das rote Haus                             | Winklarn-Muschenried-„Rothaus“                               | Höhenburg (Spornburg)                                                 | Mittelalterlich                                                            | Abgegangen, Halsgraben erhalten                                                                       |                                                    |
| Schloss Dietersberg                                 | Schönsee-Dietersberg                                         | Hammerschloss                                                         | 18. Jahrhundert                                                            | Erhalten                                                                                              |                                                    |
| Schloss Dieterskirchen                              | Dieterskirchen                                               | Schloss, zuvor Burg                                                   | Mittelalterlich                                                            | Teilweise erhalten, heute Gasthof                                                                     |                                                    |
| Schloss Dietldorf                                   | Burglengenfeld-Dietldorf                                     | Höhenburg (Gipfelburg) der Grafen von Lengenfeld                      | 1700                                                                       | Erhalten                                                                                              |                                                    |
| Schloss Eckendorf                                   | Nabburg-Eckendorf                                            | Schloss                                                               | Frühneuzeitlich                                                            | Abgegangen                                                                                            |                                                    |
| Altes Schloss Ettmannsdorf                          | Schwandorf-Ettmannsdorf                                      | Hammerschloss (Hofmark)                                               | um 1600                                                                    | Erhalten, Privatnutzung                                                                               |                                                    |
| Neues Schloss Ettmannsdorf                          | Schwandorf-Ettmannsdorf                                      | Schloss (Hofmark)                                                     | um 1700                                                                    | Durch Klosterbauten überformt, Schule                                                                 |                                                    |
| Schloss Fischbach                                   | Nittenau-Fischbach                                           | Schloss                                                               |                                                                            | Schlosskirche erhalten                                                                                |                                                    |
| Burg Frauenstein                                    | Weiding-„Frauenstein“                                        | Höhenburg (Gipfelburg)                                                | 1270 erstmals erwähnt                                                      | Burgruine, einige Mauerreste erhalten                                                                 |                                                    |
| Schloss Fronberg                                    | Schwandorf-Fronberg                                          | Schloss, zuvor Höhenburg                                              | 1305 erstmals erwähnt, während des 16. Jahrhunderts umbau zum Schloss      | Restauriert erhalten                                                                                  |                                                    |
| Schloss Fronhof                                     | Altendorf-Fronhof                                            | Schloss, zuvor Höhenburg                                              | Burg mittelalterlich, später Umbau zum Schloss                             | Abgegangen, nur die einstige Burgkapelle ist erhalten                                                 |                                                    |
| Schloss Fuchsberg                                   | Teunz-Fuchsberg                                              | Schloss, zuvor Höhenburg                                              | Burg mittelalterlich, später Ausbau zum Schloss                            | Erhalten, beherbergt heute eine Brauerei                                                              |                                                    |
| Viereckschanze bei Gögglbach                        | Schwandorf-Gögglbach                                         | Spätkeltische Viereckschanze                                          | Antike                                                                     | Schanze verebnet                                                                                      |                                                    |
| Schloss Glaubendorf                                 | Wernberg-Köblitz-Glaubendorf                                 | Schloss, zuvor Turmhügelburg                                          | Burg mittelalterlich                                                       | Abgegangen, ein Turmhügel erhalten                                                                    |                                                    |
| Burgstall Gleiritsch (Burg Plassenberg)             | Gleiritsch-„Blassenberg“                                     | Höhenburg                                                             | Burg mittelalterlich, 1397 erstmals erwähnt                                | Abgegangen, nur wenige Fundamentreste erhalten                                                        |                                                    |
| Schloss Gleiritsch                                  | Gleiritsch                                                   | Schloss, im Ort neu entstanden                                        | Burg mittelalterlich                                                       | Abgegangen                                                                                            |                                                    |
| Schloss Guteneck                                    | Guteneck                                                     | Schloss, zuvor Höhenburg                                              | 14. oder 15. Jahrhundert                                                   | Erhalten                                                                                              |                                                    |
| Burgstall Hahnenburg                                | Neunburg vorm Wald-Mitterauerbach                            | Niederungsburg im Ort                                                 | Mittelalterlich                                                            | Abgegangen                                                                                            |                                                    |
| Schloss Haselbach                                   | Schwandorf-Haselbach                                         | Schloss (Hofmark), vorher Burg                                        | Mittelalterlich                                                            | Abgebrochen                                                                                           |                                                    |
| Adelssitz Hof                                       | Oberviechtach-Hof                                            | Adelssitz                                                             | Mittelalterlich                                                            | Abgegangen                                                                                            |                                                    |
| Burg Hof am Regen                                   | Nittenau-Hof am Regen                                        | Höhenburg im Ort, Stammsitz der Hofer von Lobenstein                  | um 1150                                                                    | Teilweise erhalten                                                                                    |                                                    |
| Schloss Hohentreswitz                               | Pfreimd-Hohentreswitz                                        | Hofmarkschloss                                                        | 17. Jahrhundert                                                            | Erhalten, dient heute als Gastwirtschaft                                                              |                                                    |
| Schloss Höflarn (Modl-Bauer)                        | Nabburg-Höflarn                                              | Schloss                                                               | 18. Jahrhundert                                                            | Erhalten                                                                                              |                                                    |
| Adelssitz Holmbrunn                                 | Niedermurach-Holmbrunn                                       | Adelssitz                                                             | Mittelalterlich                                                            | Abgegangen                                                                                            |                                                    |
| Schloss Katzdorf                                    | Neunburg vorm Wald-Katzdorf                                  | Schloss, zuvor Niederungsburg                                         | Burg mittelalterlich, Schloss 17. Jahrhundert                              | Erhalten, während des 20. Jahrhunderts nach Brand verändert wiederaufgebaut                           |                                                    |
| Jagdschloss Kellerhügel                             | Bruck in der Oberpfalz-„Kellerhügel“                         | Jagdschloss                                                           | Frühneuzeitlich                                                            | Abgegangen                                                                                            |                                                    |
| Schloss Kettnitzmühle                               | Wernberg-Köblitz-Kettnitzmühle                               | Schloss                                                               | 18. Jahrhundert                                                            | Erhalten                                                                                              |                                                    |
| Abschnittsbefestigung Köbelhänge                    | Nittenau-Fischbach-„Köbelhänge“                              | Abschnittsbefestigung                                                 | Vor- oder frühgeschichtlich, möglicherweise auch mittelalterlich           | Abgegangen, 100 Meter langer Wallgraben erhalten                                                      |                                                    |
| Turmhügel Kötschdorf                                | Wernberg-Köblitz-Kötschdorf                                  | Niederungsburg (Turmhügelburg)                                        | Mittelalterlich                                                            | Abgegangen, Turmhügel verebnet                                                                        |                                                    |
| Adelssitz Krandorf                                  | Neunburg vorm Wald-Krandorf                                  | Adelssitz                                                             |                                                                            | Abgegangen                                                                                            |                                                    |
| Schloss Kröblitz                                    | Neunburg vorm Wald-Kröblitz                                  | Schloss, zuvor Niederungsburg                                         | Burg mittelalterlich, Schloss 1739                                         | Erhalten                                                                                              |                                                    |
| Burg Leonberg (Leonberg) (Altes Schloss)            | Maxhütte-Haidhof-Leonberg                                    | Höhenburg im Ort                                                      | 14. Jahrhundert                                                            | Erhalten                                                                                              |                                                    |
| Neues Schloss (Leonberg)                            | Maxhütte-Haidhof-Leonberg                                    | Schloss mit Park                                                      | Zwischen 1885 und 1890 erbaut                                              | Erhalten                                                                                              |                                                    |
| Burgstall Michelsberg                               | Nittenau-Bodenstein                                          | Höhenburg (Spornburg)                                                 | Mittelalterlich                                                            | Abgegangen, heute von der Wallfahrtskirche Sankt Michael überbaut                                     |                                                    |
| Burgstall Moosranken                                | Wernberg-Köblitz-„Moosranken“                                | Höhenburg (Spornburg)                                                 | Mittelalterlich                                                            | Abgegangen, Halsgraben, Ringgraben und Ringwall erhalten                                              |                                                    |
| Herrensitz Muggenthal (Mollermühle)                 | Schönsee-Muggenthal (Schönsee)                               | Hammerherrensitz                                                      | Spätmittelalterlich                                                        | Erhalten                                                                                              |                                                    |
| Schloss Münchshofen                                 | Teublitz-Münchshofen                                         | Schloss                                                               | Ende des 16. Jahrhunderts                                                  | Erhalten                                                                                              |                                                    |
| Burgruine Haus Murach                               | Oberviechtach-Obermurach                                     | Höhenburg (Gipfelburg)                                                | Ende des 11./Anfang des 12. Jahrhunderts, erstmals 1110 urkundlich erwähnt | Burgruine, weite Teile erhalten                                                                       |                                                    |
| Schloss Naabeck                                     | Schwandorf-Naabeck                                           | Schloss (Hofmarkschloss)                                              | 17. Jahrhundert, vermutlich Vorgängerbauten                                | Erhalten, beherbergt heute eine Brauerei                                                              |                                                    |
| Burg Naabsiegenhofen                                | Schwandorf-Naabsiegenhofen                                   | Burg, befestigter Adelssitz                                           | Mittelalterlich                                                            | Abgegangen, romanische Burgkapelle St. Salvator erhalten                                              |                                                    |
| Burg Nabburg                                        | Nabburg                                                      | Stadtburg                                                             | Mittelalterlich                                                            | Abgegangen                                                                                            |                                                    |
| Schloss Nabburg                                     | Nabburg                                                      | Schloss (Pflegschloss)                                                | 16. Jahrhundert                                                            | Erhalten                                                                                              |                                                    |
| Burgstall Neuhaus                                   | Nittenau-Neuhaus                                             | Höhenburg (Spornburg) im Ort                                          |                                                                            | Abgegangen                                                                                            |                                                    |
| Schloss Neunburg vorm Wald (Altes Schloss, Dürnitz) | Neunburg vorm Wald                                           | Schloss, zuvor Höhenburg                                              | Burg mittelalterlich, Schloss 15./16. Jahrhundert                          | Erhalten                                                                                              |                                                    |
| Neues Schloss (Neunburg vorm Wald)                  | Neunburg vorm Wald                                           | Schloss                                                               | Erste Hälfte 16. Jahrhundert                                               | Erhalten                                                                                              |                                                    |
| Schloss Neusath                                     | Nabburg-Neusath                                              | Schloss, zuvor Adelssitz                                              | Sitz mittelalterlich, später zum Schloss ausgebaut                         | Erhalten                                                                                              |                                                    |
| Schloss Niedermurach                                | Niedermurach                                                 | Schloss, zuvor Burg                                                   | Burg mittelalterlich, später zum Schloss ausgebaut                         | Abgegangen                                                                                            |                                                    |
| Schlösschen Obermainsbach                           | Nittenau-Obermainsbach                                       | Ummauerte Villa                                                       | 1910                                                                       | Erhalten                                                                                              |                                                    |
| Schloss Ödmiesbach                                  | Teunz-Ödmiesbach                                             | Schloss                                                               | Frühneuzeitlich                                                            | Abgegangen                                                                                            |                                                    |
| Wehrkirche Perschen (St. Peter und Paul)            | Nabburg                                                      | Wehrkirche                                                            |                                                                            | Erhalten                                                                                              |                                                    |
| Schloss Pertolzhofen                                | Niedermurach-Pertolzhofen                                    | Schloss, zuvor Burg                                                   | Burg mittelalterlich                                                       | Abgegangen                                                                                            |                                                    |
| Schloss Pettendorf                                  | Neunburg vorm Wald-Pettendorf                                | Schloss, zuvor Niederungsburg                                         | Burg mittelalterlich, Schloss Anfang 15. Jahrhundert                       | Erhalten                                                                                              |                                                    |
| Burg Pfreimd                                        | Pfreimd                                                      | Niederungsburg, später Wasserschloss                                  | Burg mittelalterlich                                                       | Abgegangen, Stelle heute von der Pfarrkirche Mariä Himmelfahrt überbaut                               |                                                    |
| Ringwall Pfreimd                                    | Pfreimd-„Schlossberg“                                        | Ringwall                                                              | Vorgeschichtlich                                                           | Abgegangen, Stelle liegt heute im Standortübungsplatz                                                 |                                                    |
| Schloss Pirkensee                                   | Maxhütte-Haidhof-Pirkensee                                   | Schloss                                                               | um 1734                                                                    | Erhalten                                                                                              |                                                    |
| Abschnittsbefestigung bei Pingarten                 | Bodenwöhr-Taxöldern, 500 Meter nordwestlich von Pingarten    | Abschnittsbefestigung                                                 | Vor- oder frühgeschichtlich                                                | Abgegangen, Wall heute verebnet                                                                       |                                                    |
| Schloss Pottenhof (Hieranhof)                       | Dieterskirchen-Pottenhof                                     | Schloss                                                               | 17./18. Jahrhundert                                                        | Erhalten                                                                                              |                                                    |
| Schloss Pullenried                                  | Oberviechtach-Pullenried                                     | Hammerschloss                                                         | 16. Jahrhundert                                                            | Erhalten                                                                                              |                                                    |
| Burgstall Ramberg (Burg Randenberg)                 | Neunburg vorm Wald-Fuhrn-„Ramberg“                           | Höhenburg (Gipfelburg)                                                | um 1270 urkundlich erwähnt                                                 | Abgegangen, Ringwall und -graben erhalten                                                             |                                                    |
| Herrensitz Rauberweiherhaus                         | Wackersdorf-Rauberweiherhaus                                 | Herrensitz                                                            | Anfang 18. Jahrhundert                                                     | Erhalten                                                                                              |                                                    |
| Burgruine Reichenstein                              | Stadlern-„Reichenstein“                                      | Höhenburg (Gipfelburg)                                                | 12. oder 13. Jahrhundert                                                   | Burgruine, geringe Mauerreste unter anderem des Bergfriedes erhalten                                  |                                                    |
| Burgstall Rottendorf (Burg Horeburg?)               | Schmidgaden-Rottendorf, westlich des Ortes im Grimmerbachtal | Höhenburg (Hangburg)                                                  | Mittelalterlich                                                            | Abgegangen                                                                                            |                                                    |
| Burgstall Rummelfels                                | Nittenau-Stefling-„Rummelfels“                               | Höhenburg (Spornburg)                                                 | Mittelalterlich                                                            | Abgegangen                                                                                            |                                                    |
| Schallerschloss                                     | Altendorf                                                    | Schloss von Johann Michael Schaller                                   | um 1700                                                                    | Abgegangen, 1971 abgebrochen                                                                          |                                                    |
| Abschnittsbefestigung Schanze                       | Nittenau-Fischbach-Flur „Schanze“                            | Abschnittsbefestigung                                                 | Vor- oder frühgeschichtlich, möglicherweise auch mittelalterlich           | Abgegangen, fünf Meter tiefer Graben erhalten                                                         |                                                    |
| Burgstall Schickholz                                | Neunburg vorm Wald-Lengfeld-Flur „Schickholz“                | Höhenburg (Gipfelburg)                                                | Mittelalterlich                                                            | Abgegangen                                                                                            |                                                    |
| Turmhügel Schmidgaden                               | Schmidgaden                                                  | Niederungsburg (Turmhügelburg)                                        | Mittelalterlich                                                            | Abgegangen                                                                                            |                                                    |
| Wehrkirche Schwarzach (St. Ulrich)                  | Schwarzach bei Nabburg                                       | Wehrkirche                                                            | Mittelalterlich                                                            | Erhalten                                                                                              |                                                    |
| Burgstall Schwarzeneck                              | Schwarzhofen-Schwarzeneck                                    | Niederungsburg im Ortsbereich                                         | Mittelalterlich                                                            | Abgegangen, heute durch einen Bauernhof überbaut                                                      |                                                    |
| Schloss Schwarzeneck                                | Schwarzhofen-Schwarzeneck                                    | Schloss                                                               | um 1735                                                                    | Erhalten                                                                                              |                                                    |
| Schloss Schwarzenfeld (Schloss Holnstein)           | Schwarzenfeld                                                | Schloss, Sitz der Grafen von Holnstein                                | um 1886                                                                    | Erhalten, in Privatbesitz, beherbergt heute das Hotel Schloss Schwarzenfeld                           |                                                    |
| Altes Schloss Schwarzenfeld                         | Schwarzenfeld                                                | Schloss                                                               | Vermutlich 17. Jahrhundert                                                 | Teilweise erhalten                                                                                    |                                                    |
| Burg Schwandorf                                     | Schwandorf                                                   | Niederungsburg im Ortsbereich                                         | Mittelalterlich                                                            | Pfleghaus an der Stelle der Burg                                                                      |                                                    |
| Schloss Schönau                                     | Schwarzhofen-Schönau                                         | Schloss, zuvor vermutlich Niederungsburg                              | Mittelalterlich                                                            | Abgegangen, abgebrochen                                                                               |                                                    |
| Wehrkirche Seebarn (Mariä Himmelfahrt)              | Neunburg vorm Wald-Seebarn                                   | Wehrkirche                                                            | Mittelalterlich                                                            | Reste der Befestigung erhalten                                                                        |                                                    |
| Burgruine Stefling (Schloss Stefling)               | Nittenau-Stefling                                            | Höhenburg (Spornburg), später Schloss                                 | 12. Jahrhundert                                                            | Burgruine, Gebäudereste erhalten                                                                      |                                                    |
| Burg Stein an der Pfreimd                           | Pfreimd-Stein an der Pfreimd                                 | Höhenburg (Spornburg), später zum Schloss ausgebaut                   | Burg 12. Jahrhundert, Schloss aus dem 16. Jahrhundert                      | Burgruine                                                                                             |                                                    |
| Schloss Steinberg am See                            | Steinberg am See                                             | Hofmarkschloss                                                        | um 1700                                                                    | Erhalten, beherbergt heute das Gasthaus zum Schloss                                                   |                                                    |
| Burgruine Stockenfels                               | Nittenau-Fischbach                                           | Höhenburg (Spornburg) der bayerischen Herzöge                         | Mitte des 14. Jahrhunderts                                                 | Burgruine, viele Mauerreste der Oberburg erhalten                                                     |                                                    |
| Burgstall Stockenfels                               | Nittenau-Fischbach                                           | Höhenburg (Spornburg), unmittelbar nördlich der Burgruine Stockenfels | Mittelalterlich                                                            | Abgegangen                                                                                            |                                                    |
| Burgstall Stulln                                    | Stulln-„Mühlberg“                                            | Höhenburg (Spornburg)                                                 | Mittelalterlich                                                            | Abgegangen                                                                                            |                                                    |
| Schloss Taxöldern                                   | Bodenwöhr-Taxöldern                                          | Jagdschloss, zuvor Burg                                               | Burg mittelalterlich, Schloss von 1543                                     | Abgegangen, 1904 abgebrochen                                                                          |                                                    |
| Schloss Thann                                       | Neunburg vorm Wald-Thann                                     | Schloss, zuvor Niederungsburg im Ort                                  | Mittelalterlich                                                            | Abgegangen, abgebrochen                                                                               |                                                    |
| Burg Thannstein (Standort)                          | Thanstein                                                    | Höhenburg (Gipfelburg)                                                | Anfang 14. Jahrhundert, Nachfolgeanlage der Burg Altenthannstein           | Burgruine, nur die Ruine des Bergfriedes, ein Kellergewölbe und weitere Mauerreste erhalten           | weitere Bilder                                     |
| Schloss Thanstein (Standort)                        | Thanstein                                                    | Schloss                                                               | 17./18. Jahrhundert                                                        | Erhalten                                                                                              | weitere Bilder                                     |
| Altes Schloss Teublitz                              | Teublitz                                                     | Niederungsburg                                                        | 13. Jahrhundert                                                            | Burgruine im Schlosspark                                                                              |                                                    |
| Neues Schloss Teublitz                              | Teublitz                                                     | Schloss                                                               | Zwischen 1750 und 1780 von Karl Wilhelm Teufel von Pirkensee               | Erhalten, beherbergt heute ein Altenheim                                                              |                                                    |
| Burg Trausnitz im Tal                               | Trausnitz                                                    | Höhenburg (Spornburg), Ortenburger Ministerialenburg                  | Vermutlich Mitte des 13. Jahrhunderts, 1261 erstmals urkundlich erwähnt    | Erhalten oder wesentliche Teile erhalten, dient heute als Jugendherberge                              |                                                    |
| Burgstall Warberg (Burg Wartberg)                   | Neunburg vorm Wald-Warberg-„Warnberg“                        | Höhenburg (Spornburg) der Grafen von Lechsgemünd                      | 12. Jahrhundert, 1138 ist eine Gräfin Adelheid von Warberg genannt         | Abgegangen, nur ein Halsgraben, in dem sich auch ein Brunnen befindet, und wenige Mauerreste erhalten |                                                    |
| Schloss Weidenthal                                  | Guteneck-Weidenthal                                          | Schloss                                                               | 1147                                                                       | Abgegangen                                                                                            |                                                    |
| Linienverschanzung am Weinberg                      | Schwandorf                                                   | Neuzeitliche Schanze                                                  | Ende 18. Jahrhundert                                                       | Schanze im Wald oberhalb der Fronberger Straße                                                        |                                                    |
| Schloss Weihern                                     | Pfreimd-Weihern                                              | Schloss, zuvor Adelssitz im Ort                                       | Mittelalterlich                                                            | Abgegangen, abgebrochen                                                                               |                                                    |
| Burg Wernberg                                       | Wernberg-Köblitz                                             | Höhenburg (Gipfelburg) vermutlich der Grafen von Leuchtenberg         | 1280 erstmals genannt, ist aber älter                                      | Erhalten, im Besitz der Gemeinde Wernberg, beherbergt heute ein Restaurant und ein Luxushotel         |                                                    |
| Burgstall Wildstein                                 | Teunz-Wildstein-„Schlossberg“                                | Höhenburg (Gipfelburg)                                                | 1355 bezeugt                                                               | Abgegangen, wenige Mauerreste erhalten                                                                |                                                    |
| Burgstall Willhof (Standort)                        | Altendorf-Willhof                                            | Höhenburg (Spornburg)                                                 | Mittelalterlich                                                            | Abgegangen                                                                                            | weitere Bilder                                     |
| Schloss Winklarn                                    | Winklarn                                                     | Schloss, zuvor Niederungsburg im Ort                                  | Burg mittelalterlich, Schloss 16. bzw. 19. Jahrhundert                     | Erhalten                                                                                              | Schloss Winklarn links der Pfarrkirche St. Andreas |
| Schloss Wolfring                                    | Fensterbach-Wolfring                                         | Schloss, zuvor Niederungsburg im Ort                                  | Burg mittelalterlich, Schloss um 1570                                      | Erhalten                                                                                              |                                                    |
| Schloss Woppenhof                                   | Wernberg-Köblitz-Woppenhof                                   | Schloss                                                               | 1225                                                                       | Abgegangen                                                                                            |                                                    |
| Burgstall Wutzelstein                               | Teunz-„Wutzelstein“                                          | Höhenburg (Spornburg)                                                 | Mittelalterlich                                                            | Abgegangen                                                                                            |                                                    |
| Burgstall Zangenfels                                | Nittenau-Dürrmaul-„Jugenberg“                                | Höhenburg (Spornburg)                                                 | Um oder nach 1354                                                          | Abgegangen, nur die Reste des Bergfriedes erhalten                                                    |                                                    |
| Burgruine Zangenstein                               | Schwarzhofen-Zangenstein                                     | Höhenburg (Spornburg), Ministerialensitz                              | Ab 1360 durch Otto der Zenger von Schwarzeneck errichtet                   | Burgruine, weite Teile erhalten                                                                       |                                                    |

### Landkreis Tirschenreuth
| Name                                | Ort                                   | Typ                                                             | Entstehungszeit                                                        | Erhaltungszustand und heutige Nutzung                                                                 | Bild           |
| ----------------------------------- | ------------------------------------- | --------------------------------------------------------------- | ---------------------------------------------------------------------- | --- | -------------- |
| Turmhügel Altes Schloss             | Erbendorf-Hauxdorf                    | Niederungsburg (Turmhügelburg)                                  | Mittelalterlich                                                        | Abgegangen, rechteckiger Turmhügel mit Graben erhalten                                                |                |
| Schloss Altenstadt                  | Erbendorf                             | Schloss                                                         | 1578                                                                   | Erhalten                                                                                              |                |
| Burgstall Altneuhaus                | Falkenberg                            | Höhenburg (Spornburg) der Landgrafen von Leuchtenberg           | 13. Jahrhundert, 1294 erwähnt                                          | Abgegangen, nur zwei Gräben erhalten                                                                  | weitere Bilder |
| Pflegschloss Bärnau                 | Bärnau                                | Niederungsburg im Ort                                           | Mittelalterlich                                                        | Abgegangen 1894                                                                                       |                |
| Burg Bruck am Turm                  | Kulmain-Oberbruck                     | Niederungsburg im Ort                                           | Mittelalterlich                                                        | Abgegangen                                                                                            |                |
| Burg Bruck im Weiher                | Kulmain-Oberbruck                     | Niederungsburg im Ort                                           | Mittelalterlich                                                        | Abgegangen                                                                                            |                |
| Schloss Burggrub                    | Krummennaab-Burggrub                  | Landsassenschloss, zuvor Burg                                   | Burg mittelalterlich, Schloss 1599 auf einem Wappenstein bezeugt       | Abgegangen                                                                                            |                |
| Schloss Dechantsees                 | Pullenreuth-Dechantsees               | Landsassenschloss                                               | 17. Jahrhundert, zuvor befestigter Ansitz                              | Erhalten                                                                                              |                |
| Burg Ebnath                         | Ebnath                                | Niederungsburg                                                  | Mittelalterlich                                                        | Abgegangen, heute Stelle der Wehrkirche                                                               |                |
| Wehrkirche Ebnath                   | Ebnath                                | Wehrkirche                                                      | 18. Jahrhundert                                                        | Erhalten                                                                                              |                |
| Unteres Schloss (Ebnath)            | Ebnath                                | Schloss                                                         | Frühneuzeitlich                                                        | Abgegangen, nur ein zum Schloss gehöriges Wohnhaus erhalten                                           |                |
| Neues Schloss (Ebnath)              | Ebnath                                | Schloss                                                         | 1846                                                                   | Erhalten                                                                                              |                |
| Schloss Erlhammer                   | Reuth bei Erbendorf-Erlhammer         | Hammerschloss                                                   | 18. Jahrhundert                                                        | Erhalten                                                                                              |                |
| Burg Falkenberg                     | Falkenberg                            | Höhenburg (Gipfelburg) im Ort, Stammsitz der Falkenberger       | Vermutlich 11. Jahrhundert, 1154 indirekt erwähnt                      | Gesamte Anlage denkmalgerecht restauriert und erhalten, heute im Besitz des Marktes Falkenberg        |                |
| Schloss Fockenfeld                  | Konnersreuth-Fockenfeld               | Schloss                                                         | Mittelalterlich                                                        | Erhalten                                                                                              |                |
| Turmhügel Forchheim I               | Waldsassen-Münchenreuth               | Niederungsburg (Turmhügelburg) in der Wüstung Forchheim         | Mittelalterlich                                                        | Abgegangen, Turmhügel mit Graben und Außenwall erhalten                                               |                |
| Turmhügel Forchheim II              | Waldsassen-Münchenreuth               | Niederungsburg (Turmhügelburg) in der Wüstung Forchheim         | Mittelalterlich                                                        | Abgegangen, Turmhügel mit Graben erhalten                                                             |                |
| Schloss Fortschau                   | Kemnath-Fortschau                     | Hammerschloss                                                   | 16. Jahrhundert, Vorgängerbauten                                       | Abgegangen, im Dreißigjährigen Krieg zerstört                                                         |                |
| Burg Freienstein                    | Plößberg-Beidl                        | Niederungsburg im Ort                                           | Vermutlich 12. Jahrhundert, 1163 wurde der Burgadel erwähnt            | Abgegangen                                                                                            |                |
| Schloss Friedenfels                 | Friedenfels                           | Schloss                                                         | Zweite Hälfte des 16. Jahrhunderts, Neubau im Jahr 1900/1901           | Erhalten, Schloss in Privatbesitz, kann nicht besichtigt werden                                       |                |
| Schloss Fuchsmühl                   | Fuchsmühl                             | Schloss                                                         | Neuzeitlich                                                            | Erhalten                                                                                              |                |
| Schloss Groschlattengrün            | Pechbrunn-Groschlattengrün-Schlössl   | Hofmarkschloss                                                  | Frühneuzeitlich                                                        | Erhalten                                                                                              |                |
| Hammerschloss Grötschenreuth        | Erbendorf-Grötschenreuth              | Schloss                                                         | 1611                                                                   | Erhalten                                                                                              |                |
| Schloss Grötschenreuth              | Erbendorf-Grötschenreuth              | Schloss                                                         | 1611                                                                   | Erhalten                                                                                              |                |
| Schloss Hardeck                     | Bad Neualbenreuth-Hardeck             | Schloss, zuvor Burg                                             | Burg 1316 erwähnt, Schloss um 1707                                     | Erhalten                                                                                              |                |
| Burgstall Herrenstein               | Falkenberg                            | Höhenburg (Spornburg)                                           | Mittelalterlich                                                        | Abgegangen, nur ein seichter Graben und Balkenlöcher erhalten                                         |                |
| Schloss Höflas                      | Kemnath-Höflas                        | Schloss, zuvor mittelalterlicher befestigter Ansitz             | 1655                                                                   | Erhalten                                                                                              |                |
| Schloss Hopfau                      | Kemnath-Hopfau                        | Hammerschloss                                                   | 17. Jahrhundert                                                        | Erhalten                                                                                              |                |
| Schloss Kaibitz                     | Kemnath-Kaibitz                       | Hammerschloss, zuvor Wasserburg                                 | möglicherweise 11. Jahrhundert, 1601 erstmals genannt                  | Erhalten                                                                                              |                |
| Adelssitz Kornthan                  | Wiesau-Kornthan                       | Adelssitz                                                       | Mittelalterlich                                                        | Abgegangen                                                                                            |                |
| Schloss Krummennaab                 | Krummennaab                           | Schloss, zuvor Burg                                             | Burg mittelalterlich, danach Umbau zum Schloss                         | Abgegangen                                                                                            |                |
| Burg Kulmain (Kulmain an der Kirch) | Kulmain                               | Höhenburg                                                       | Mittelalterlich                                                        | Abgegangen                                                                                            |                |
| Schloss Kulmain (Kulmain am Weiher) | Kulmain                               | Schloss, zuvor Niederungsburg                                   | Burg mittelalterlich, Schloss 17. Jahrhundert                          | Erhalten                                                                                              |                |
| Burg Lehen                          | Krummennaab-Lehen                     | Höhenburg (Hügelburg), vermutlich Vorwerk der Burg Trautenberg  |                                                                        | Abgegangen                                                                                            |                |
| Burg Leonberg                       | Leonberg                              | Höhenburg (Spornburg)                                           | Vermutlich 11. Jahrhundert                                             | Abgegangen                                                                                            |                |
| Burg Liebenstein                    | Plößberg-Liebenstein                  | Höhenburg (Spornburg)                                           | 1125 erstmals erwähnt                                                  | Burgruine, wenige Mauerreste erhalten                                                                 |                |
| Burg Matzersreuth                   | Tirschenreuth-Matzersreuth            | Niederungsburg (Wasserburg)                                     | Vermutlich 12. Jahrhundert                                             | Abgegangen                                                                                            |                |
| Schloss Mauern                      | Reuth bei Erbendorf-Escheldorf        | Schloss                                                         |                                                                        | Abgegangen                                                                                            |                |
| Burg Melteuer                       | Vermutlich bei Pechbrunn              | Niederungsburg (Wasserburg)                                     | Vermutlich kurz vor 1354                                               | Abgegangen                                                                                            |                |
| Burg Oberndorf                      | Kemnath-Oberndorf                     | Niederungsburg im Ort                                           | Mittelalterlich                                                        | Abgegangen                                                                                            |                |
| Schloss Oberschönreuth              | Kemnath-Schönreuth                    | Schloss, zuvor Burghut der Burg Waldeck                         | Mittelalterlich                                                        | Abgegangen, durch ein Feuer 1819 zerstört                                                             |                |
| Schloss Ottengrün                   | Bad Neualbenreuth-Ottengrün           | Schloss                                                         | 18. Jahrhundert                                                        | Erhalten                                                                                              |                |
| Burg Plößberg                       | Plößberg                              | Niederungsburg                                                  | Mittelalterlich                                                        | Abgegangen                                                                                            |                |
| Neues Schloss (Plößberg)            | Plößberg                              | Schloss                                                         | 18. Jahrhundert                                                        | Erhalten                                                                                              |                |
| Burgstall Poppenreuth               | Mähring-Poppenreuth bei Tirschenreuth | Niederungsburg (Wasserburg)                                     | Mittelalterlich                                                        | Abgegangen, nur ein Teich mit rechteckiger Insel erhalten                                             |                |
| Schloss Reuth                       | Reuth bei Erbendorf                   | Schloss, zuvor Höhenburg                                        | 1337 erstmals urkundlich erwähnt                                       | Erhalten                                                                                              |                |
| Schloss Riglasreuth                 | Neusorg-Riglasreuth                   | Schloss                                                         | 1849                                                                   | Erhalten, diente später als Forstamt                                                                  |                |
| Burgstall Rosall (Bürglein)         | Tirschenreuth-Rosall                  | Höhenburg (Spornburg)                                           | Mittelalterlich                                                        | Abgegangen                                                                                            |                |
| Burgstall Rothenbürg                | Tirschenreuth-Rothenbürg              | Höhenburg (Spornburg)                                           | Mittelalterlich                                                        | Abgegangen                                                                                            |                |
| Schloss Schlackenhof                | Kemnath-Schlackenhof                  | Hammerschloss, zuvor Niederungsburg                             | Burg mittelalterlich, Schloss von 1600                                 | Erhalten                                                                                              |                |
| Burgstall Schönficht                | Plößberg-Schönficht                   | Niederungsburg (Wasserburg)                                     | Mittelalterlich                                                        | Abgegangen, nur ein Weiher mit Insel erhalten                                                         |                |
| Burg Schönkirch                     | Plößberg-Schönkirch                   | Burg, später Schloss                                            | 1343 erstmals erwähnt, während des 18. Jahrhunderts Neubau als Schloss | Abgegangen, heute von der Pfarrkirche Sankt Michael überbaut                                          |                |
| Schloss Schwarzenreuth              | Neusorg-Schwarzenreuth                | Schloss                                                         | Bezeichnet 1605                                                        | Erhalten                                                                                              |                |
| Burgstall Schwarzenschwall          | Falkenberg                            | Höhenburg (Spornburg) der Herren von Falkenberg                 | 13. Jahrhundert                                                        | Abgegangen, nur zwei Halsgräben erhalten                                                              |                |
| Schloss Siegritz                    | Erbendorf-Siegritz                    | Schloss, zuvor Niederungsburg (Turmhügelburg, Wasserburg)       | Burg mittelalterlich, später Umbau zum Schloss                         | Abgegangen                                                                                            |                |
| Turmburg Siegritz                   | Erbendorf-Siegritz                    | Turmburg (Wohnturm)                                             | Mittelalterlich                                                        | Abgegangen                                                                                            |                |
| Turmhügel Steinbühl                 | Krummennaab-Steinbühl                 | Niederungsburg (Turmhügelburg)                                  | Mittelalterlich                                                        | Abgegangen, pyramidenstumpfförmiger Turmhügel erhalten, heute mit einem Wasserbehälter bebaut         |                |
| Schloss Thumsenreuth                | Krummennaab-Thumsenreuth              | Schloss, zuvor Burg                                             | Ortsadel ist 1259 erwähnt, Schloss 1586 bezeugt                        | Erhalten                                                                                              |                |
| Burg Trautenberg                    | Krummennaab-Trautenberg               | Höhenburg (Spornburg)                                           | 13. Jahrhundert, 1244 ist der Burgadel erwähnt                         | Burgruine, wenige Mauerreste und ein Graben erhalten                                                  |                |
| Schloss Trautenberg (Neues Schloss) | Krummennaab-Trautenberg               | Schloss                                                         | 1608                                                                   | Erhalten                                                                                              |                |
| Schloss Unterschönreuth             | Kemnath-Schönreuth                    | Schloss                                                         | Möglicherweise vor 1400                                                | Erhalten                                                                                              |                |
| Burgruine Waldeck                   | Kemnath-Waldeck                       | Höhenburg (Gipfelburg) der Landgrafen von Leuchtenberg          | 1124 erstmals urkundlich erwähnt                                       | Burgruine, viele Mauerreste restauriert erhalten                                                      |                |
| Schloss Waldershof                  | Waldershof                            | Schloss, zuvor Burg                                             | 1263 ist Adel erwähnt, 1471 zum Schloss ausgebaut                      | Erhalten                                                                                              |                |
| Abteischloss Waldsassen             | Krummennaab-Trautenberg               | Schloss, zuvor Wasserburg                                       | Burg mittelalterlich, Schloss 15. Jahrhundert                          | Erhalten                                                                                              |                |
| Burgruine Weißenstein               | Waldershof-„Weißenstein“              | Höhenburg (Gipfelburg)                                          | Vermutlich 13. Jahrhundert, 1279 erstmals erwähnt                      | Burgruine, einige Mauerreste unter anderem des Bergfriedes erhalten, er dient heute als Aussichtsturm |                |
| Burg Wildenau                       | Plößberg                              | Höhenburg im Ortsbereich, gegründet von den Grafen von Sulzbach | um 1100, 1125 erstmals erwähnt                                         | Erhalten oder wesentliche Teile erhalten, in Privatbesitz                                             |                |
| Schloss Wildenreuth                 | Erbendorf-Wildenreuth                 | Schloss                                                         | 1854                                                                   | Erhalten                                                                                              |                |
| Schloss Wolframshof                 | Kastl-Wolframshof                     | Schloss, Herrenhaus                                             | 16./17. Jahrhundert                                                    | Erhalten                                                                                              |                |